# Керкіра
Ке́ркіра (грец. Κέρκυρα вимова [ˈcercira] ( прослухати)), відоміша під італійською назвою Ко́рфу (італ. Corfù; дав.-гр. Κόρκυρα, латиніз. Kórkyra вимовляється [kórkyra]; ср.-грец. Κορυφώ, латиніз. Koryfó; лат. Corcyra; алб. Korfuzi; сербохорв. Krf, Крф) — найпівнічніший серед Іонічних островів Греції. Святим покровителем Керкіри є Спиридон Тримифунтський, мощі якого і донині зберігаються на острові в соборі Святого Спиридона.
Для острова характерні горбисті рівнини і низькогір'я (висота до 906 м). Тут ростуть середземноморські чагарники (маквіс), плантації цитрусових, маслинові гаї, виноградники. Кліматичні курорти.

## Походження назви
Пристрасна німфа Керкіра закохалася у Посейдона. Таким палким було їх кохання, що бог морів переніс свою кохану на прекрасний острів серед блакитного моря і назвав його на її честь — Керкіра. У них народився там син Феак, після чого ця земля стала називатися — «острів феакійців».

## Історія
За археологічними даними, острів Керкіра був вперше заселений людиною ще у добу палеоліту. Перше ж грецьке поселення тут було засноване вихідцями з Евбеї близько 775—750 до н. е. Проте через 3 століття Керкіру колонізував Коринф, який втім приніс процвітання — як економічне, так і культурне — на острів. До початку греко-перських воєн Керкіра мала другий за величиною флот у Греції. Під час Пелопоннеської війни Керкіра виступила на боці Афін, проте через спроби місцевих олігархів здійснити переворот, які було жорстоко придушено демократичними партіями та перетворилися на криваві розправи супроти олігархії (427, 425 та 410 роки до н. е.), острів фактично припинив участь у бойових діях.

## Географія

### Рельєф
Північно-східний край Керкіри розташований біля узбережжя Саранди (Албанія) та розділений протоками різної ширини від 3 до 23 км. Південно-східна частина острова лежить біля узбережжя Теспротії (Греція). За формою острів нагадує серп, з яким його порівнювали у давнину: увігнута сторона, у центрі міста та гавані Керкіри, якого повернута у напрямку албанського узбережжя. Площа острова оцінюється в 592,9 квадратних кілометрів, а його довжина — приблизно 64 км (40 миль), найширша частина — близько 32 км.
Острів поділений двома гірськими хребтами на три райони, з яких північний — гірський, центральний — хвилеподібний та південний — низовинний. Найвищий з двох хребтів — Пантократор (Παντοκράτωρ — Всемогутній) простягається на схід і захід від мису Фалакро до мису Псароміта і досягає свого найбільшого піднесення на однойменній вершині.
Докладніше: Гора Пантократор
Другий хребет завершується горою Санті-Джека (Санта-Декка або Десять святих). Весь острів складається з різних вапнякових утворень, що зумовлює різноманітність його ландшафту та розташований поблизу утворення геологічних розломів Кефалонії тому в цій місцевості бувають землетруси. Його берегова лінія охоплює 217 кілометрів, на якій розміщені такі миси як Агія Айкатерині, Драстіс на півночі, Лефкіммі та Аспрокавос на південному сході та Мегачоро на півдні. Відомі пляжі острова розташовані в таких місцинах: Агіос Гордіс, Лагуні Корисія, Агіос Георгіос, Маратія, Кассіопі, Сидарі, Палеокастриця та інших місцях. Поблизу острова, на схід від нього, також розташовано дла невеликі острови, знані як Лазаретто і Птихія (або Відо) та крихітний острів Понтіконісі.

### Острів Лазаретто
Острів Лазаретто — нежилий острів площею 7 гектарів, розташований за 2,5 морські милі на північний схід від узбережжя острова Керкіра. За часів венеційського правління на початку 16 століття на острові був побудований монастир, а пізніше там був створений лепрозорій. Острів використовувався як карантин для екіпажів та пасажирів кораблів, які побували в інших країнах, де виявлялася чума чи інші інфекційні захворювання. Під час французької окупації (1798 р.) на острові розташовувався військовий госпіталь, а під час Другої світової війни там створено концтабір для в'язнів грецького руху опору.

### Острів Птихія (Відо)
Острів Птихія (Відо) — це невеликий острів (діаметром менше кілометра) в гирлі порту Керкіри. За окремими даними у час володіння островом Венеційської республіки він використовувався як тюрма, засуджені до якої переправлялись по підземному тунелю з острова Керкіри.

### Острів Понтіконісі
Понтіконісі — крихітний острів (120 на 80 метрів), який розташований прямо навпроти злітної смуги аеропорту міста Керкіри та лагуни Галікіопулу. Острів — це покрита деревами та кущами скеля і, по суті, унікальна екосистема з пишною шапкою зелені, з якої стирчить верхівка монастиря Пантократора.

### Рослини
На острові ростуть такі фруктові дерева (рослини) як маслини, груша, гранат, яблуня, інжир, виноград. Яблуко і груша не дуже поширені на острова на противагу іншим фруктовими деревами, відомими на півдні Європи, з додаванням кумквата, мушмули і опунції, а в деяких місцях і банана. Переважають оливкові дерева, а їх поєднання з кипарисами створює типовий корфіотський пейзаж. В дикій місцевості росте мирт, є дубові та соснові ліси (меншою мірою). Загалом на острові зафіксовано понад 1800 видів рослин.

### Фауна

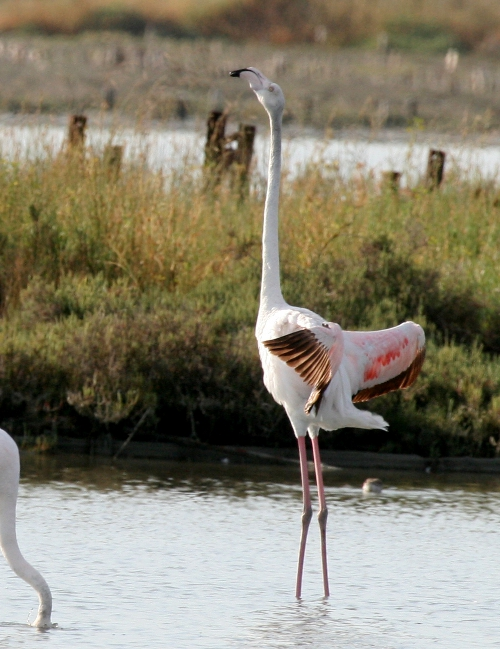
Фламінго на острові Керкіра

Фауна острова схожа на материкову. У XIX столітті налічувалось понад 300 видів птахів, частина з яких наразі зникла (наприклад кеклик), або не розмножується на острові (орел-могильник, орел-карлик яструбиний). Велике різноманіття птахів серед яких баклани, свищі, євразійські віджонти, свистуни, сріблянки, чепура велика, рожевий фламінго, качки, лебеді, соколи, а також метеликів та флори можна спостерігати у затоці Корисія, розташованій на південно-західному узбережжі острова, приблизно в 20 милях від міста Керкіра.
Докладніше: Затока Корисія
На острові та в морі навколо нього живе або зустрічається близько 40 видів ссавців, зокрема: афаліна звичайна, дельфін білобокий, кашалот, сірий дельфін смугач фінвал, справжній дзьоборил, stenella coeruleoalba, євразійські видри Тюлені час від часу з'являються без розмноження тут. Видра річкова досі живе в лагунах і потоках острова. На острові живуть лисиця звичайна, куниця кам'яна, ласиця мала, заєць сірий, їжак білочеревий та інші дрібні ссавці.
Також на острові живуть або були зафіксовані поруч 8 видів земноводних та 31 вид рептилій, зокрема: малий тритон, ропуха звичайна, ропуха зелена, райка деревна, жаба прудка. На пляжах можна зустріти довгоголову морську черепаху, а також черепаху Германа на іншій частині суходолу. З ящірок на острові живуть зокрема: гекон стінний, агама стеліон, гекон турецький напівпалий, ящірка мурова, ящірка кримська, ящірка трилінійна, ящірка зелена, гологолов європейський та жовтопузик. Із змій на острові водяться: гадюка носата (отруйна), вуж водяний, вуж звичайний, звичайна ящіркова змія, котяча змія звичайна, полоз балканський, полоз ескулапів, полоз жовточеревий, полоз леопардовий, полоз оливковий, полоз чотирилінійний, сліпун червоподібний, удавчик західний.

### Клімат
На Керкірі спостерігається середземноморський клімат.
| Клімат Керкіра (острів)              | Клімат Керкіра (острів) | Клімат Керкіра (острів) | Клімат Керкіра (острів) | Клімат Керкіра (острів) | Клімат Керкіра (острів) | Клімат Керкіра (острів) | Клімат Керкіра (острів) | Клімат Керкіра (острів) | Клімат Керкіра (острів) | Клімат Керкіра (острів) | Клімат Керкіра (острів) | Клімат Керкіра (острів) | Клімат Керкіра (острів) |
| Показник                             | Січ.                    | Лют.                    | Бер.                    | Квіт.                   | Трав.                   | Черв.                   | Лип.                    | Серп.                   | Вер.                    | Жовт.                   | Лист.                   | Груд.                   |                         |
| Середній максимум, °C                | 13,9                    | 14,2                    | 16,0                    | 19,0                    | 23,8                    | 28,0                    | 30,9                    | 31,3                    | 27,6                    | 23,2                    | 18,7                    | 15,3                    |                         |
| Середня температура, °C              | 9,7                     | 10,3                    | 12                      | 14,9                    | 19,6                    | 23,9                    | 26,4                    | 26,3                    | 22,7                    | 18,4                    | 14,3                    | 11,1                    |                         |
| Середній мінімум, °C                 | 5,1                     | 5,7                     | 6,8                     | 9,2                     | 12,9                    | 16,4                    | 18,4                    | 18,8                    | 16,5                    | 13,4                    | 9,9                     | 6,8                     |                         |
| Норма опадів, мм                     | 136.6                   | 46                      | 98.1                    | 66.7                    | 37.0                    | 14.1                    | 9.2                     | 19.0                    | 81.3                    | 137.7                   | 187.4                   | 185.6                   |                         |
| Днів з дощем                         | 16,1                    | 14,6                    | 14,5                    | 12,9                    | 8,0                     | 4,9                     | 2,3                     | 3,4                     | 7,0                     | 11,8                    | 15,7                    | 17,5                    |                         |
| Вологість повітря, %                 | 75.4                    | 74.3                    | 73.4                    | 72.8                    | 69.5                    | 63.4                    | 60.0                    | 62.2                    | 70.4                    | 74.6                    | 77.5                    | 77.2                    |                         |
| Середньомісячна швидкість вітру, м/с | 4.9                     | 5.5                     | 5.0                     | 4.3                     | 3.5                     | 3.7                     | 3.5                     | 3.5                     | 3.3                     | 4.0                     | 5.1                     | 5.2                     |                         |
| ------------------------------------ | ----------------------- | ----------------------- | ----------------------- | ----------------------- | ----------------------- | ----------------------- | ----------------------- | ----------------------- | ----------------------- | ----------------------- | ----------------------- | ----------------------- | ----------------------- |
| Джерело: www.hnms.gr                 |                         |                         |                         |                         |                         |                         |                         |                         |                         |                         |                         |                         |                         |

## Археологія, руїни

### Храм Кардакі

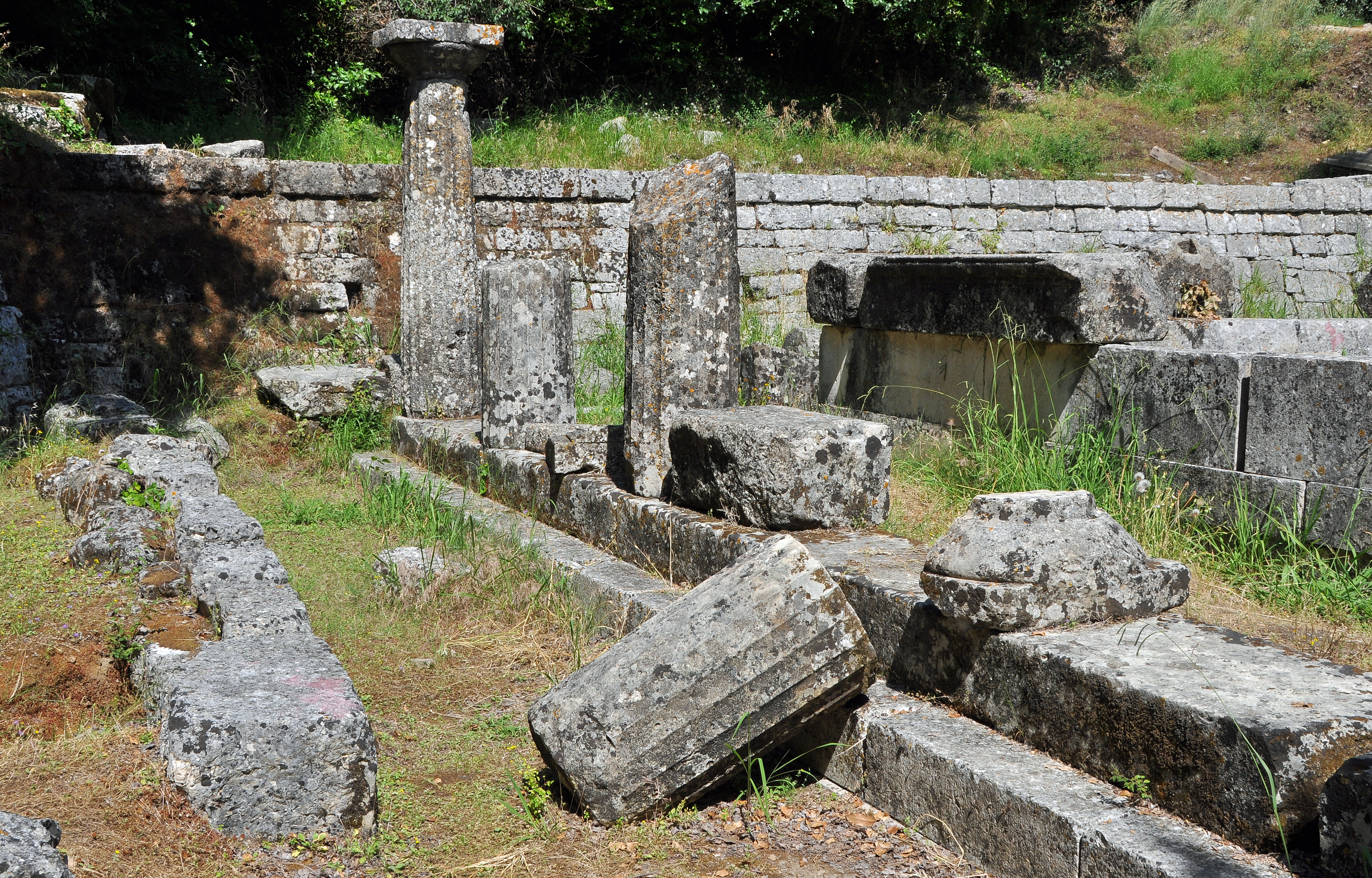
Руїни храму

Храм Кардакі — це древній доричний храм побудований близько в період між 500 до н. е. до середини V ст. до н. е., розташований в районі Мон Репос — колишньої резиденції грецької королівської родини. У храмі є кілька архітектурних особливостей, які вказують на доричне походження. Храм був випадково виявлений в 1822 році, під час британського протекторату, британськими інженерами, які проводили земляні роботи, щоб звільнити потік природної води, що виходила з джерела. Після його відкриття храм знову зник з виду, після того як зсув пагорба вкрив його ґрунтом. У 1825 р. храм знову розкопали та почали досліджувати британські вчені. Храм у Кардакі незвичний тим, що не має фризу, можливо, наслідуючи архітектурним тенденціям сицилійських храмів. Він вважається єдиним грецьким храмом доричної архітектури, який не має фризу. В окремих джерелах розміщення храмових колон було описано як «аномально широке». Розміри храму 11,91 м на 25,5 м з 6 колонами на 12 колон відповідно.
На багатьох плитках на даху храму були написані імена, ймовірно, головних магістратів, які були учасниками його будівництва чи оновлення. Назви на плитках включали: Арістоменес, Терія та Деймон.
Детальніше: Храм Кардакі

### Храм Артеміди

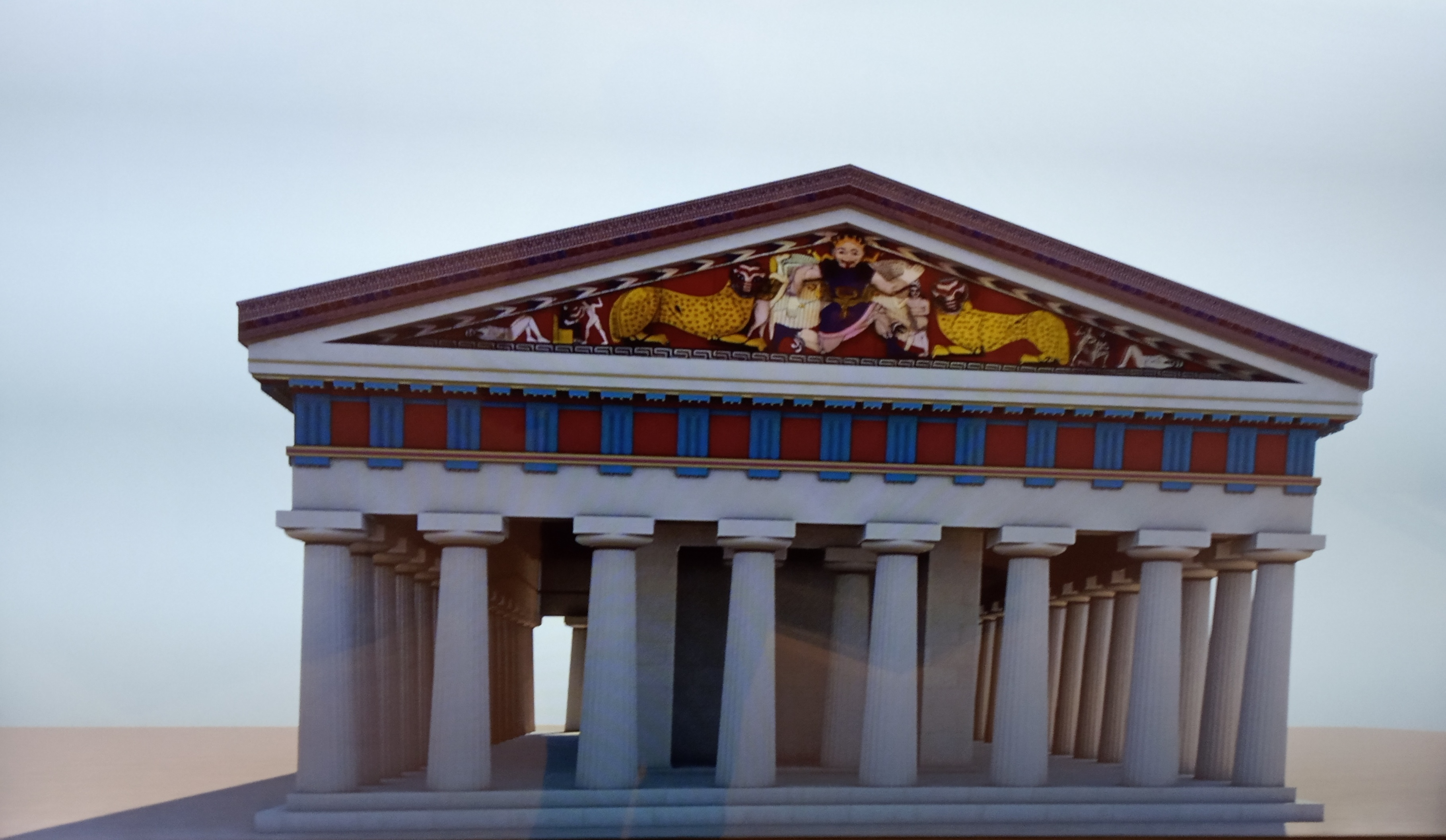
Храм Артеміди (реконструкція)

Храм Артеміди — це древній грецький храм, побудований приблизно в 580 році до нашої ери в древньому місті Коркіра. Він знайдений на території монастиря Святого Теодора, який знаходиться в передмісті Гаріці. Храм був присвячений Артеміді. Він знаний як перший доричний храм, побудований суто з каменю. Вважається також першою спорудою, яка включала всі елементи доричного архітектурного стилю. Руїни храму були знайдені під час Наполеонівських воєн солдатами французького генерала Франсуа-Ксав'є Донзелота, коли вони копали траншеї. Храм був прямокутною спорудою, завширшки 23,46 м (77,0 футів) і завдовжки 49 м (161 футів) із орієнтацією на схід, щоб світло могло потрапити у внутрішні частини храму на сході сонця.
На передній і задній частині храму були два фронтони, з яких лише західний зберігається в хорошому стані, а від східного залишились лише фрагменти. Фронтони прикрашали міфічні фігури, що значно виступали над його поверхнею. Обидва фронтони заввишки 9 футів 4 дюйми у центрі були оздоблені однаково, з виступаючим зображенням Медузи Горгони заввишки понад 9 футів. Скульптури, закладені в цих фронтонах, вважаються першими істотними зразками грецької скульптури на доричній споруді. Західний фронтон разом з іншими архітектурними фрагментами експонується в Археологічному музеї Керкіри.
Детальніше; Храм Артеміди

### Храм Гери

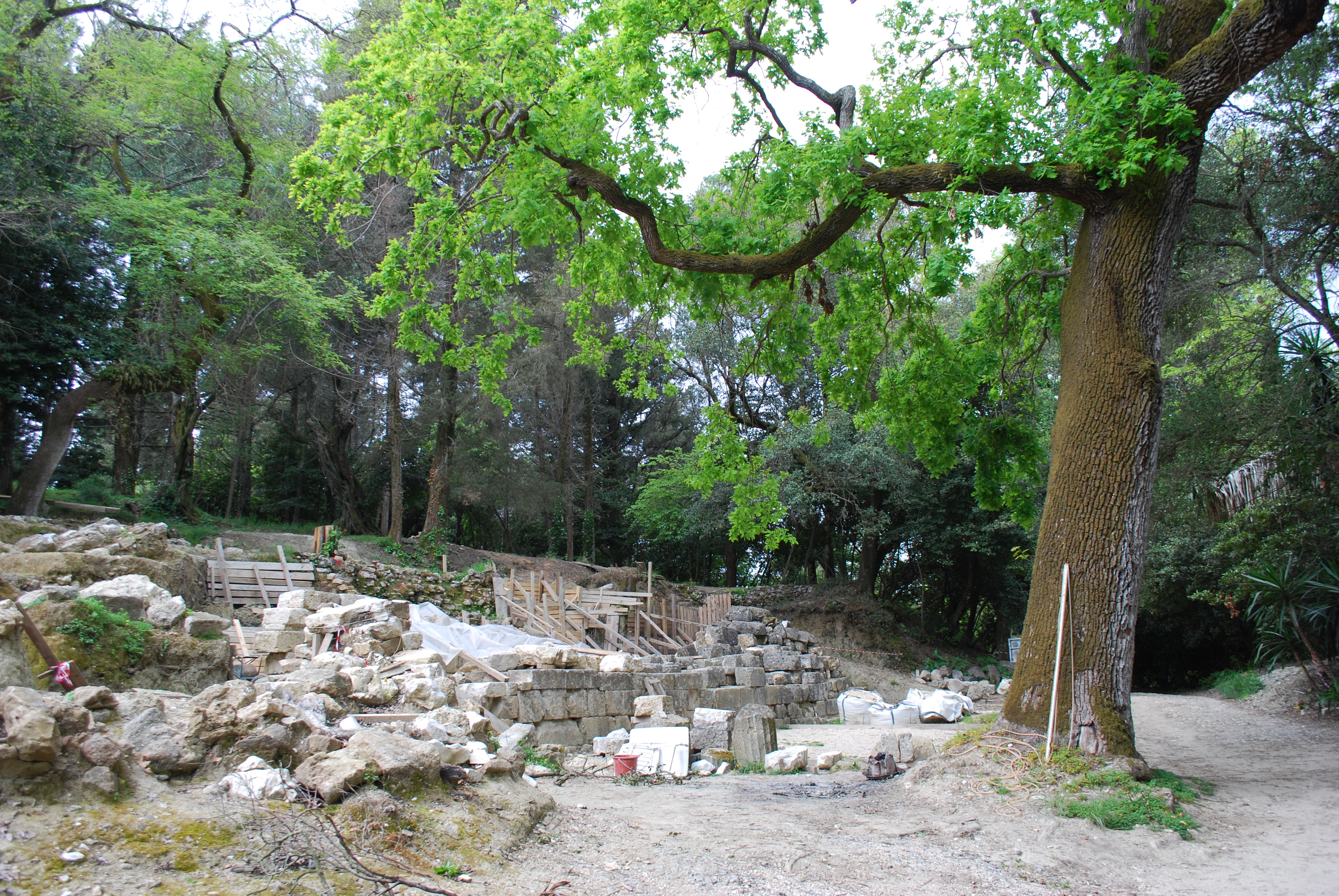
Розкопки території храму

Храм Гери або Герайон — це древній храм, побудований близько 610 року до нашої ери, розташований в межах маєтку Мон Репос. Святилище Гери в Мон-Репосі вважається головним храмом і одним з найбільш ранніх зразків древньої грецької архітектури. Храм відкрито під час будівництва дороги на пагорб Аналіпсі. Німецький археолог Вільгельм Дорпфельд відвідав цю територію в 1914 році і на короткий період розпочав розкопки від імені Німецького археологічного інституту. Пізніші розкопки (1962-1967 рр.) проводились грецькими археологами Джоргосом Донтасом та Петросом Каллігасом, які працювали у Грецькій археологічній службі. Розкопки грецьких археологів були виконані на більшій частині площі храму, а архітектурні фрагменти, які вони виявили, зберігаються в Археологічному музеї Керкіри. Дах храму прикрашали великі теракотові фігури, такі як леви, горгонейони та дівиці Дайдала, створені та пофарбовані у яскраві кольори ремісниками, натхненими традиціями міфів Середземномор'я. Були знайдені сліди периметричної стіни, що оточувала периболи стародавнього храму, які на певних ділянках мали значну висоту. Дорога, побудована в сучасний період зруйнувала західний та південний фланги храму.
Детальніше; Храм Гери

### Гробниця Менекрата

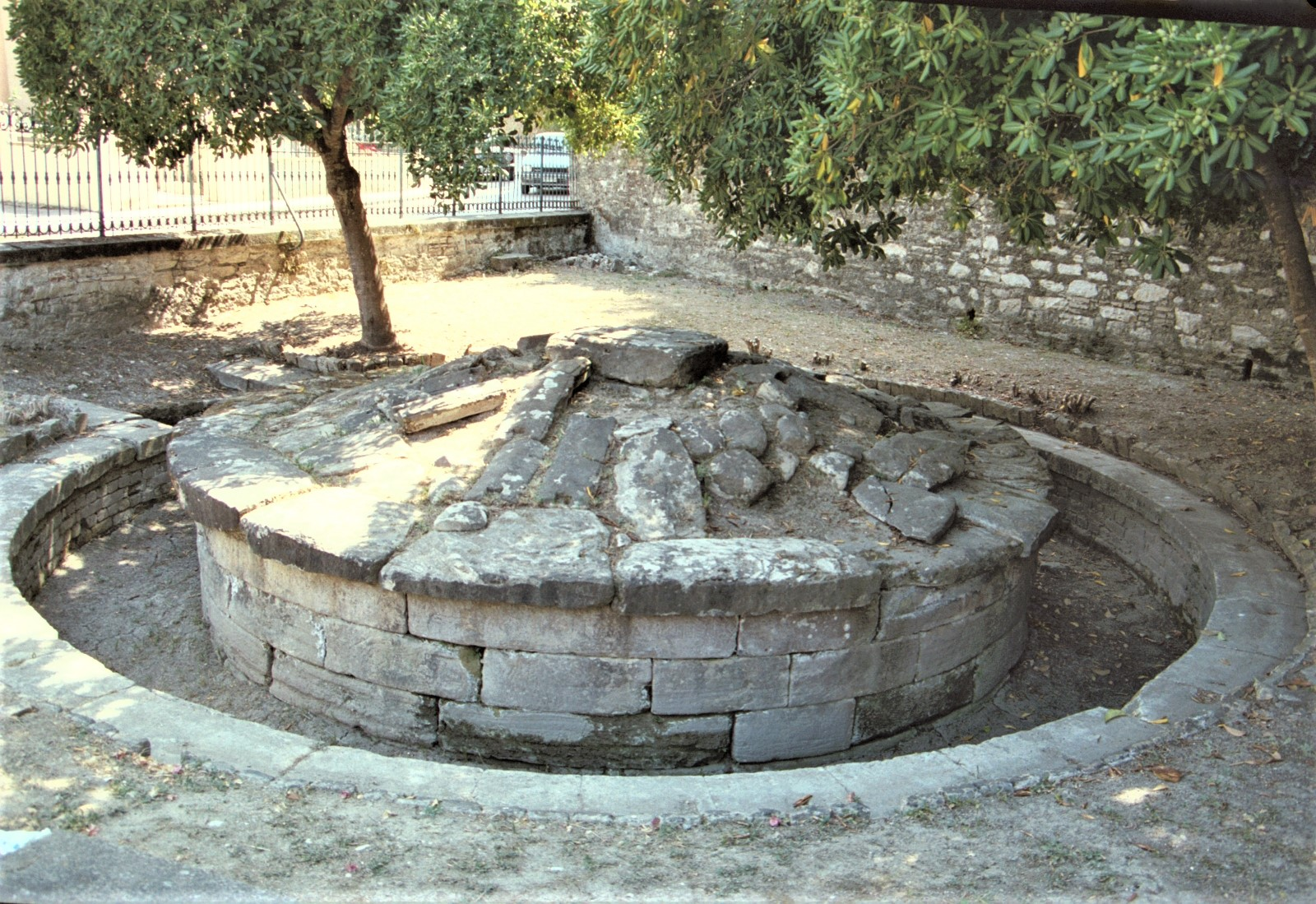
Гробниця Менекрата

Гробниця Менекрата або Пам'ятник Менекрата — це кенотаф стародавнього періоду, побудований близько 600 р. до н. е., розташований в місті Керкіра. Гробниця та похоронна скульптура лева були виявлені в 1843 році під час робіт, які здійснювала британська армія, щодо знесення фортеці венеційської епохи на місці пагорба Гаріца.
Гробниця та скульптура були знайдені в районі, що входив до некрополя стародавньої Коркири, який був виявлений британською армією в той час. Згідно з давньогрецьким написом, знайденим на могилі, гробниця є пам'ятником, побудованим стародавніми коркирейцями на честь їхніх проектона (посла) Менекрата, сина Тласія, з Ойантеї. Менекрат був послом давньої Коркири в Оянтеії (сучасна Галаксида) або Озолійському Локрісі.
Завдяки м'якості каменів пам'ятник виявляє ознаки значного вивітрювання та ерозії. Точніше гробниця датується 570—540 рр. до н. е. У Греції є лише два подібні пам'ятки, друга — це недатований пам'ятник Клеобулу на Родосі. Скульптура лева датується кінцем сьомого століття до нашої ери і є одним з найдавніших знайдених похоронних левів. Скульптура експонується в Археологічному музеї Керкіри.
Детальніше:Гробниця Менекрата

### Ранньохристиянська базиліка Палополіса

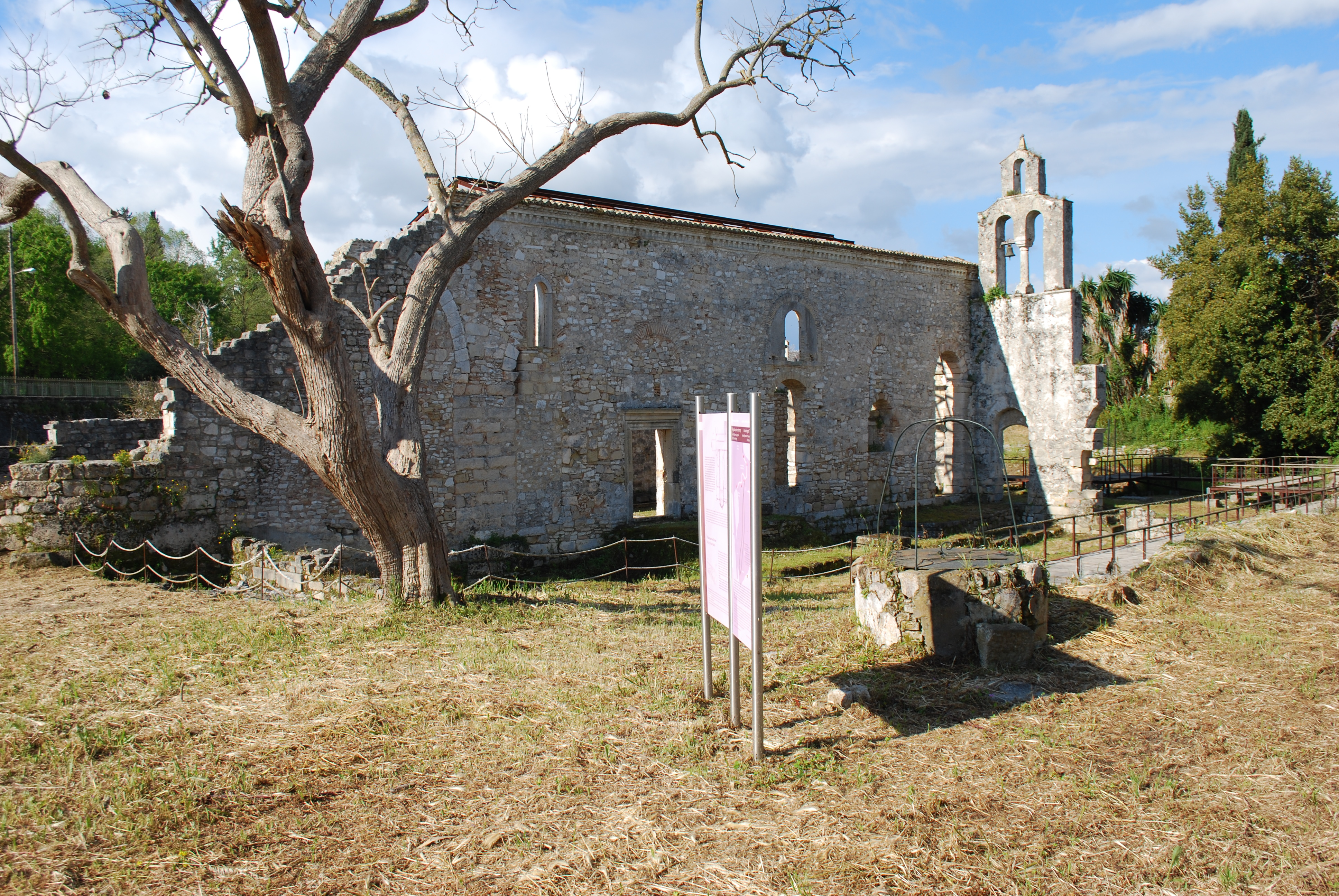
Ранньохристиянська базиліка

Ранньохристиянська базиліка Палополіса — руїни християнської базиліки візантійського періоду, датованої V століттям.
Церква побудована недалеко від порту на території стародавнього Палополісу та була базилікою з дерев'яним дахом трансептом, подвійним нартексом, апсидою, суміжними спорудами та розкішною скульптурно-мозаїчною прикрасою. Він був побудований з використанням матеріалів з стародавніх язичницьких храмів, святинь, вівтарів розташованих поруч.
За традицією храм був присвячений святій Керкірі, дочці правителя острова — царя Керкілліноса, яка прийняла християнство і стала мученицею.
Церква неодноразово знищувалась: вандалами та готами в VI столітті; сарацинами та норманами в XI столітті; турками в 1537 році; під час бомбардування у Другу світову війну.
Докладніше: Ранньохристиянська базиліка Палополіса

### Венеційський арсенал

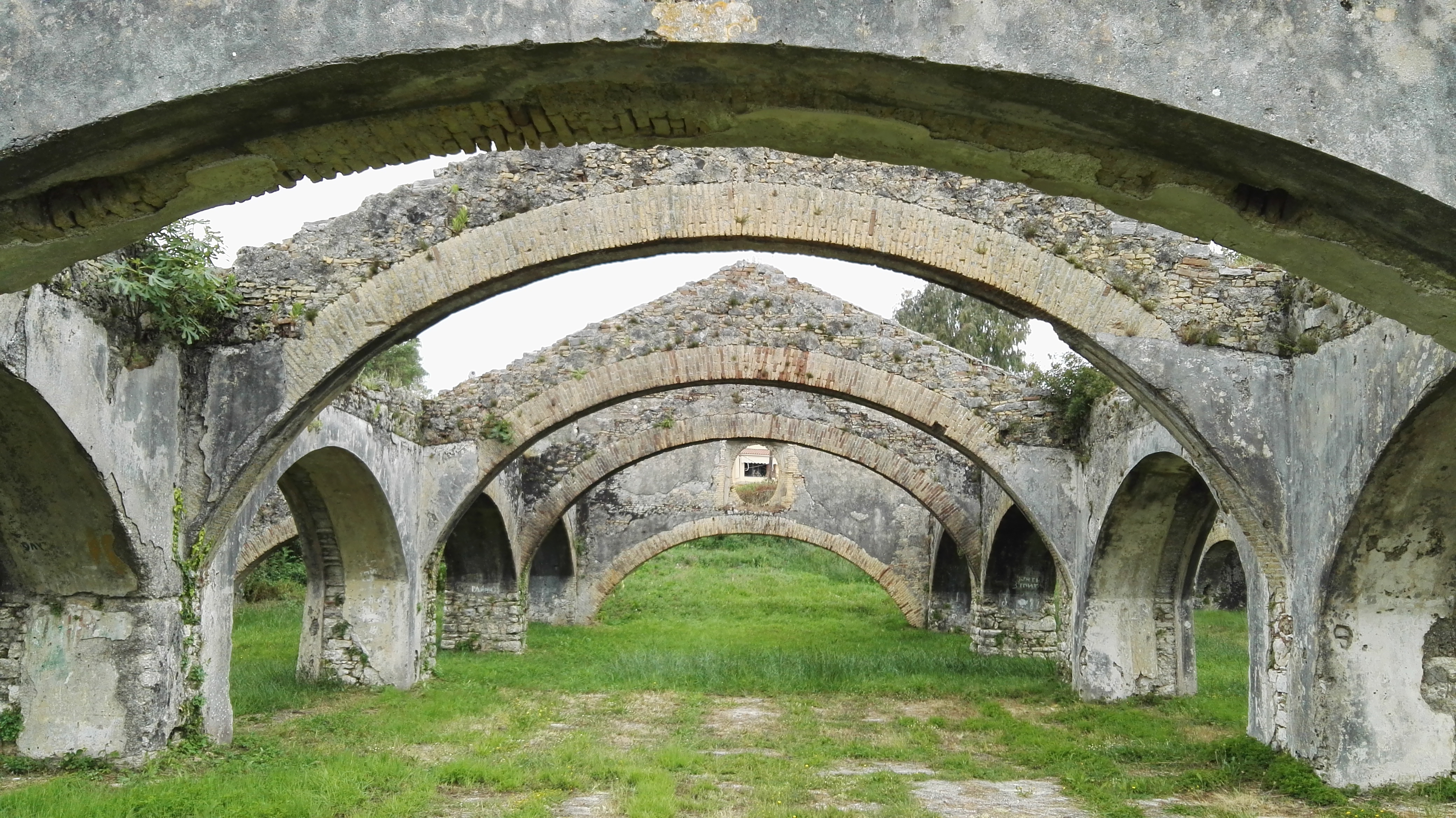
Венеційський арсенал (арки)

Венеційський арсенал — верфі, збудовані Венеційською Республікою під час її правління над островом Керкіра (Корфу). Він був розташований на західній частині «затоки Говіно», нинішнє місце розташування сучасного села Гувія. Арсенал був побудований у 1716 році як частина оборони проти османів. Він був покинутий венеційцями в 1798 році, коли Венеційська республіка припинила своє існування. Арсенал був побудований для обслуговування кораблів, які використовували бухту як порт. Окрім стратегічного значення, це місце розташовувалось поблизу лісистих територій, що могло забезпечити високоякісну деревину для ремонту суден. Корабельня у Гувії був частиною мережі венеційських арсеналів та військово-морських баз у Греції, включаючи корабельні в Егейському морі, Епірі, Пелопоннесі, Королівстві Кандія (сучасний Крит) і навіть самій Венеції. Крім Керкіри, такі місця в Греції включали Метоні, Короні, Халкіді, Превезі, Ханьї. Залишки старого арсеналу досі існують у затоці Гувія і знаходяться приблизно за 8 км від міста Керкіра. Руїни знаходяться за сучасною пристанню порту Гувія. Збереглися три аркові доки, які використовувались для обслуговування двох флотів, які розміщувалися на Корфу. Стовпи, стіни та арки арсеналу є майже неушкодженими, але дах відсутній.
Докладніше: Венеційський арсенал (Гувія)

### Стара Перітія

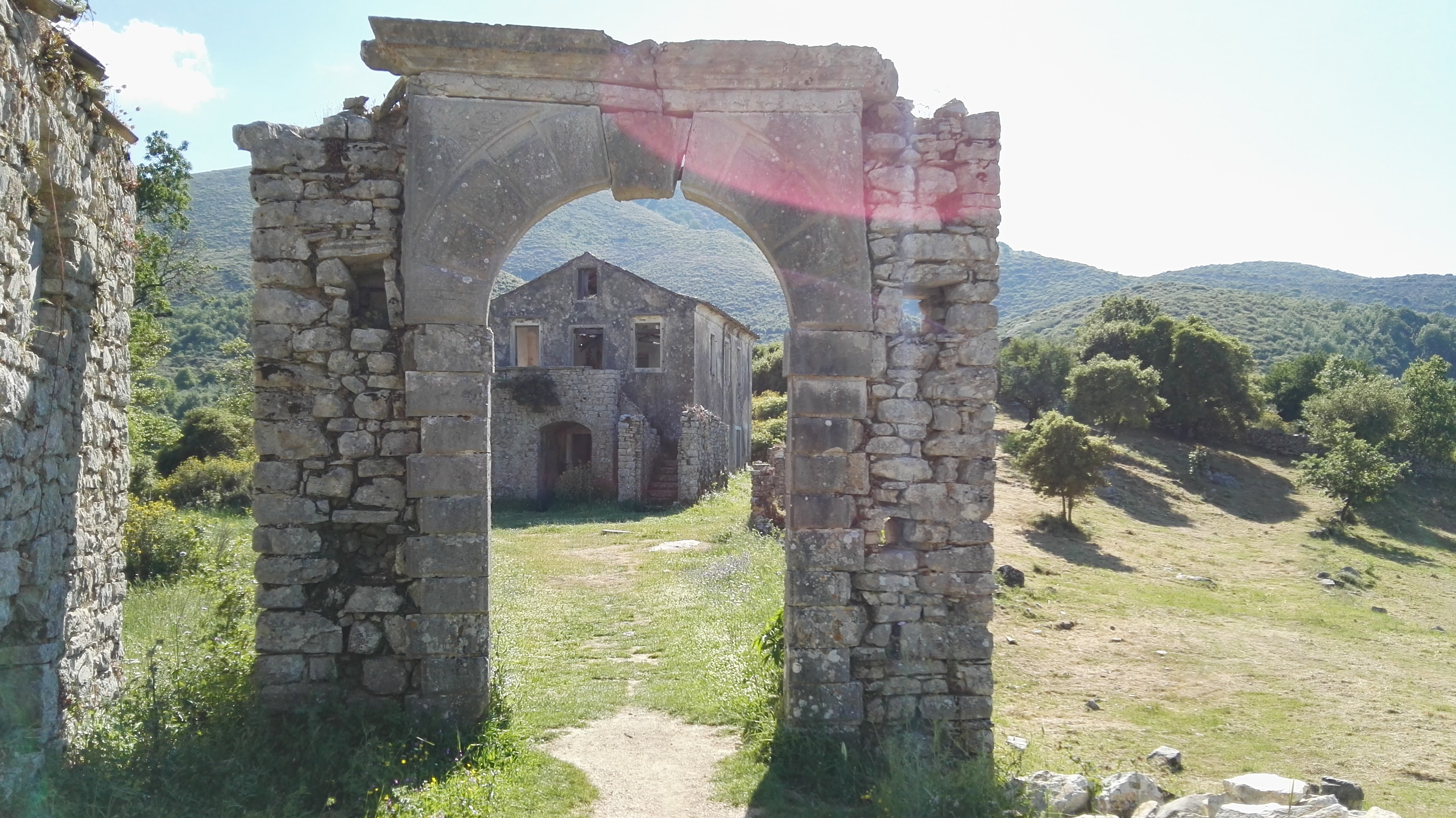
Село Стара Перітія

Село Стара Перітія (грец. Παλιά Περίθεια), або Перітія (грец. Περίθεια) — село, засноване в середині XIV століття та розташоване на висоті понад 440 метрів над рівнем моря на північ від гори Пантократор. Поселення на місці села існувало з VII століття до нашої ери і село вважається найдавнішим на острові. Воно є найбільш історично збереженим, оскільки після розвитку туризму на острові з 60-х років XX століття практично всі місцеві жителі перебралися в низовини ближче до туристичних курортів. Село сформувалося як місце захисту від піратських набігів у візантійський період. Основою життя понад 1200 людей, які колись мешкали в селі було скотарство (вирощування овець), вирощування винограду, оливок та бобових, виробництво оливкової олії та постачання дубів, які росли навколо села для будівництва венеційських кораблів. Село складається з близько 130 будинків, у тому числі громадських будівель, побудованих у венеційському стилі, багато з яких зруйновані, вулиць мощених бруківкою. В селі є вісім церков, у тому числі церква, присвячена Святому Миколаю, церква Святого Спиридона, церква Страсної п'ятниці, церква Святого Якова Перського.
Докладніше: Стара Перітія

## Замки та фортеці
На острові частково збереглися 5-ть замків і фортець. Зокрема замок Анжелокастро (Ангелокастро) на північному заході, замок Гардікі — на півдні, замок Кассіопі на північному сході, а також Нова фортеця та Стара фортеця на сході острова в місті Керкіра.

### Замок Ангелокастро

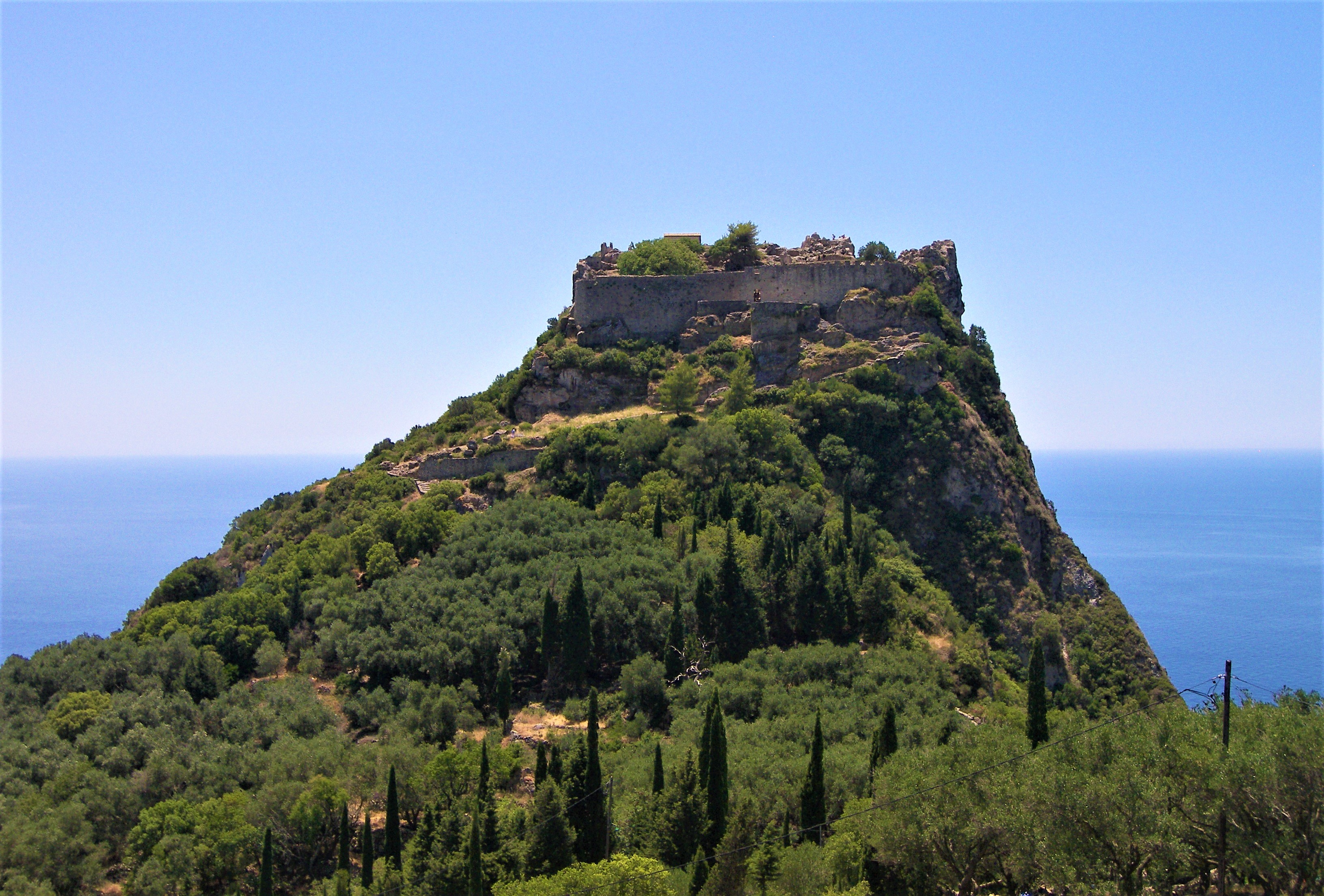
Замок Ангелокастро

Ангелокастро (грец. Αγγελόκαστρο (Замок Ангелоса або Замок Ангела); венеційська: Замок Святого Ангела) — візантійський замок, розташований на найвищому місці берегової лінії острова (305 м) на північно-західному узбережжі поблизу Паліокастриці та побудований на скелястій місцевості. Замок ніколи не був захоплений, попри часті облоги та спроби його завоювання протягом століть, і відіграв вирішальну роль у захисті острова від піратських набігів та під час трьох облог Корфу османами, значною мірою сприяючи їх поразці. Точний період будівництва замку не відомий, але його часто відносять до правління Михайла I Комненоса та його сина Михайла II Комненоса. Перші документальні докази фортеці датуються 1272 р., Коли Джордано ді Сан Феліче заволодів нею для Карла Анжуйського, який захопив Корфу у короля Сицилії Манфреда в 1267 році. З 1387 по кінець 16 століття Ангелокастро був офіційною столицею Корфу і резиденцією Генерала дель Леванте, губернатора іонічних островів і командира венеційського флоту, який розміщувався в Корфу. Західна, північно-західна та південна сторони замку захищені рельєфом, що стрімко схиляється. Його фундамент, можливо, був візантійським, але, враховуючи його розмір, включення його надзвичайного природного оточення у дизайн укріплень не є типово візантійським і слідує традиції невеликих, але практично неприступних фортець, які включають у свій дизайн природні елементи. На західній стороні замку є кладовище із семи могил, вирізаних зі скелі у формі людського тіла, як у саркофазі. Походження антропоморфних могил ще не визначено.
Докладніше: Ангелокастро

### Замок Гардікі

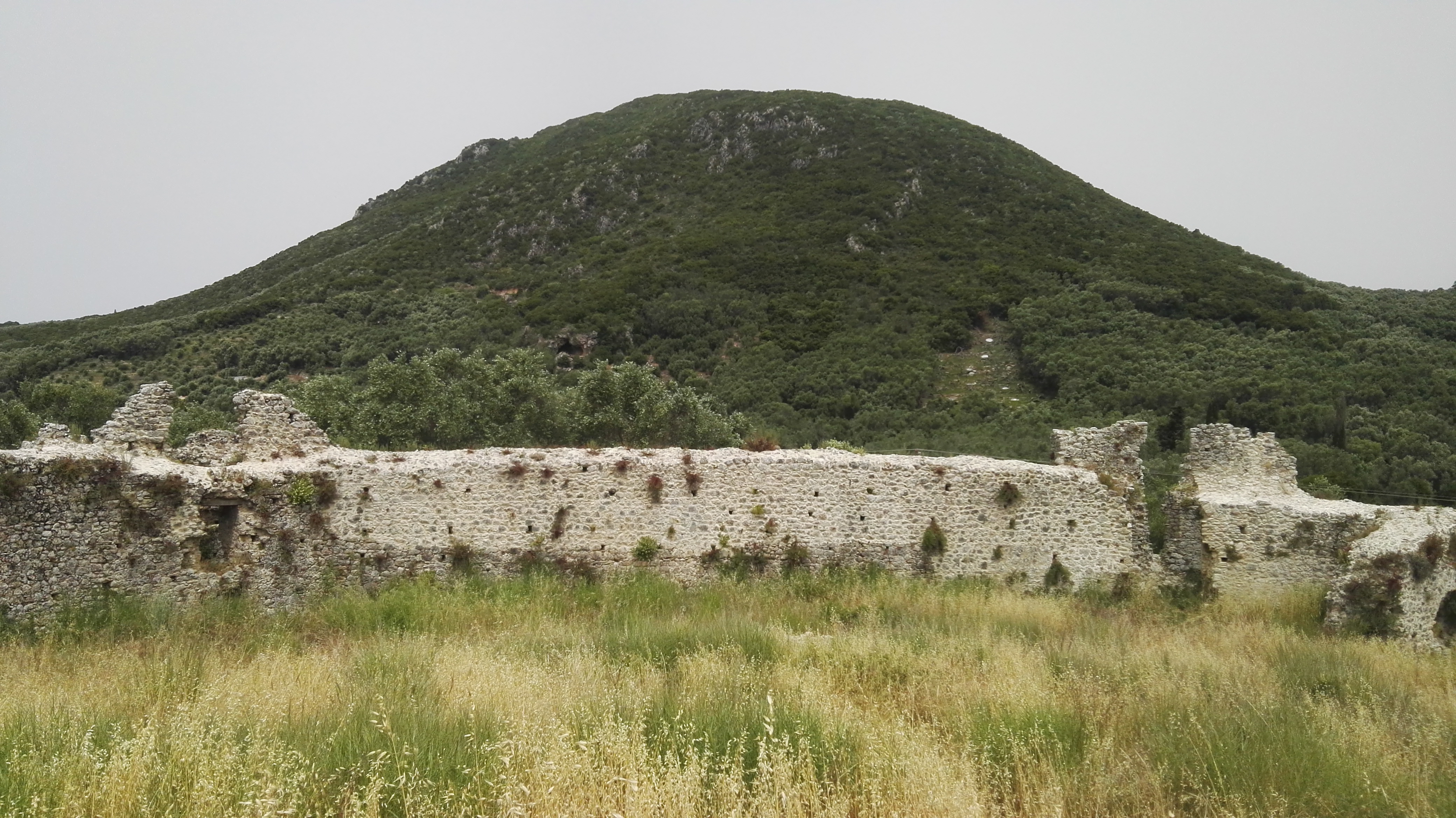
Замок Гардікі

Замок Гардікі (грецька: Κάστρο Γαρδικίου) — візантійський замок XIII століття на південно-західному узбережжі острова та єдина збережена середньовічна фортеця в його південній частині. Він був побудований правителями Епірського деспотата і був одним із трьох замків, що захищали острів до венеційської ери (1401–1797). Засновник замку, не відомий, але вважається, що його збудували або Михайло I Комненос, або його син Михайло II Комненос, правителі Епірського деспотата. Розташований на низькому пагорбі біля села Агіос Маттайос, яке розміщене вище. На південь від замку розташоване озеро Корисія, яке відокремлене від моря вузькою смугою суші. Розташування замку Гардікі на вузькому південно-західному фланзі Корфу забезпечило захист полів та південних низин Керкіри. Стіни замку Гардікі утворюють восьмикутник, які укріплюють вісім міцних веж, прикрашених рядами плиток. Для будівництва стін використовувалися частини старих споруд цих місць, в тому числі і древніх храмів. Вісім веж мають квадратну форму, контур фортеці майже еліптичний. На вершині південної вежі є сліди каплиці із залишками релігійних фресок зображень святих. Вежі хоч перебувають і не в належному стані, проте все ще зберігають свою висоту.
Докладніше: Замок Гардікі

### Замок Касіопі

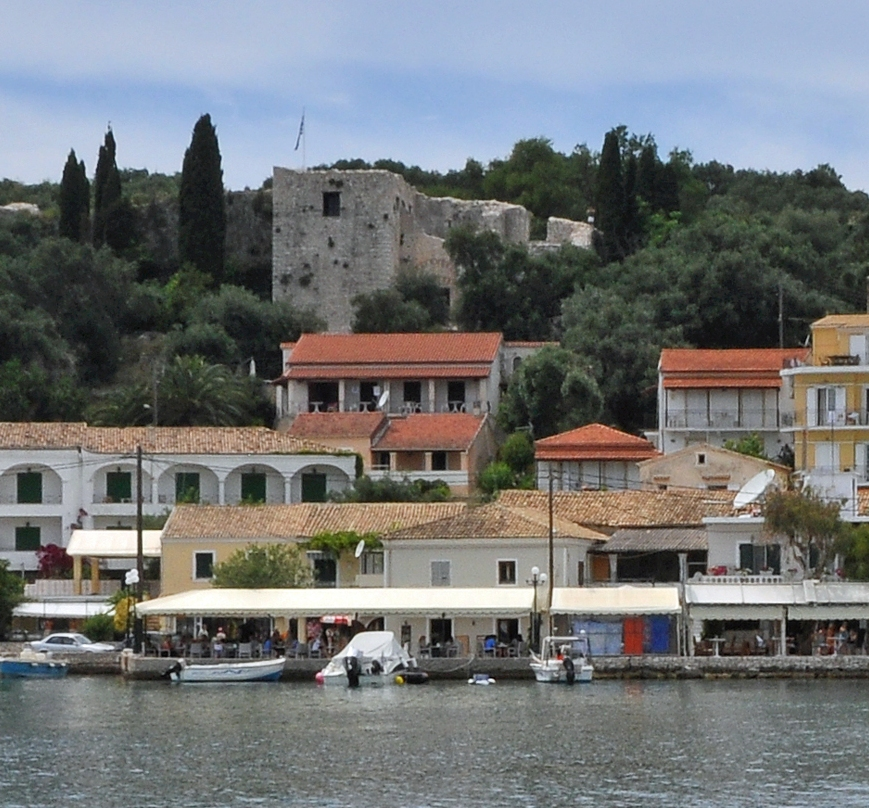
Замок Касіопі

Замок Касіопі (грец. Κάστρο Κασσιώπης) — фортеця на північно-східному узбережжі острова, що височіє над рибальським селом Кассіопі. Його розташування на північно-східному узбережжі Корфу, що наглядає за протокою Корфу, який відокремлює острів від материка, надало замку важливе стратегічне значення. Є різні теорії походження замку, проте схоже, що його побудовано у візантійський період. Під час розкопок у двох вежах, що примикають до головної брами, а також у третій вежі на північну сторону від головної брами віднайдено бронзові монети за правління візантійських імператорів Маврикія (582–602 рр. Н. Е.) та Василія II (976–1025 рр.). Головна брама замку захищена міцними стінами. Цим фортеця схожа на інші замки та споруди, знайдені в Епірі. Периметр замку має довжину 1,073 км і має чотирикутну форму з 19 вежами поперемінного кругового і прямокутного перерізів, що охороняють стіни і пролягає з південного заходу на північний схід. Внутрішня частина замку має площу 35177 м2 і порожня від будь-яких споруд, хоча наповнених оливковими деревами. Центральна вежа замку не збереглась, але головна брама існує і підтримується двома сильними вежами з обох боків. Оскільки стіни замку вертикальні, а не похилі, щоб гарматні снаряди могли відштовхуватися від них, конструкція мала на меті відбити звичайну облогову техніку, розроблену до появи артилерії. Оскільки замок був покинутий тривалий час, він є зруйнованим. Східна сторона форту зникла і залишилось лише кілька слідів від неї. Є ознаки того, що замкові камені використовували як будівельний матеріал для будинків у цьому районі. Доступ до фортеці переважно з південного сходу через вузьку доріжку, яка включає прохід від будинків та подвір'їв, оскільки замок перебуває в центрі густо забудованого району невеликого селища.
Докладніше: Замок Касісіопі

### Палео-Фруріо

Стара фортеця міста Керкіра

Палео Фруріо (грец. Παλαιό Φρούριο, італ. Paleo Fryrio — «стара фортеця») — фортеця розташована в місті Керкірі на острові. Найдавніші споруди були закладені в VIII ст. візантійцями. Фортеця добудовувалася венеційцями і англійцями. Останні споруди збудовані до XIX століття. Палео Фруріо розташований на східному краю мису на штучному острові. Між Палео Фрурією і містом проритий канал Контра-Фосса. У період, що передує багатовіковому венеційському правлінню, Палео Фруріо зміцнювалася і добудовувалася за вказівкою правителів Епірського царства, а також при правителях з Анжу-Сицилійського дому, яким належав Корфу в 13-14 століттях. В результаті, коли наприкінці 14 століття острів Корфу став власністю Венеційської республіки, територія Палео Фруріо охоплювала два укріплених пагорба. У першій половині 15 століття, коли військові реалії тієї епохи стали вимагати абсолютно новий тип фортифікаційних споруд, венеційці розпочали поступово оновлювати Стару фортецю. У цей період в фортеці з'явилися перші батареї з гарматами, які обороняли підступи з суші.
Надалі фортеця протягом століть удосконалювалась. Так навколо Палео Фруріо були споруджені нові фортечні стіни з двома вежами — Вежа Суші і Вежа Моря, побудований причал для флоту (Мантракі) з північного боку фортеці, а головний вхід у фортецю був посилений двома могутніми бастіонами. Перед фортецею була побудована просторий і відкритий майданчик для стрільби (Спьянада), для якого спеціально звільнили місце і знесли, попри обурення городян, більше 300 старих будинків. Ще однією грандіозною зміною міського ландшафту стало будівництво штучного каналу Контрафосса, який перетворив край мису в острів. Тепер Стара фортеця Корфу відокремлювалася від міста широким каналом з морською водою і доступ в цитадель здійснювався за допомогою відкидного моста.
Докладніше: Палео-Фруріо

### Нео Фруріо

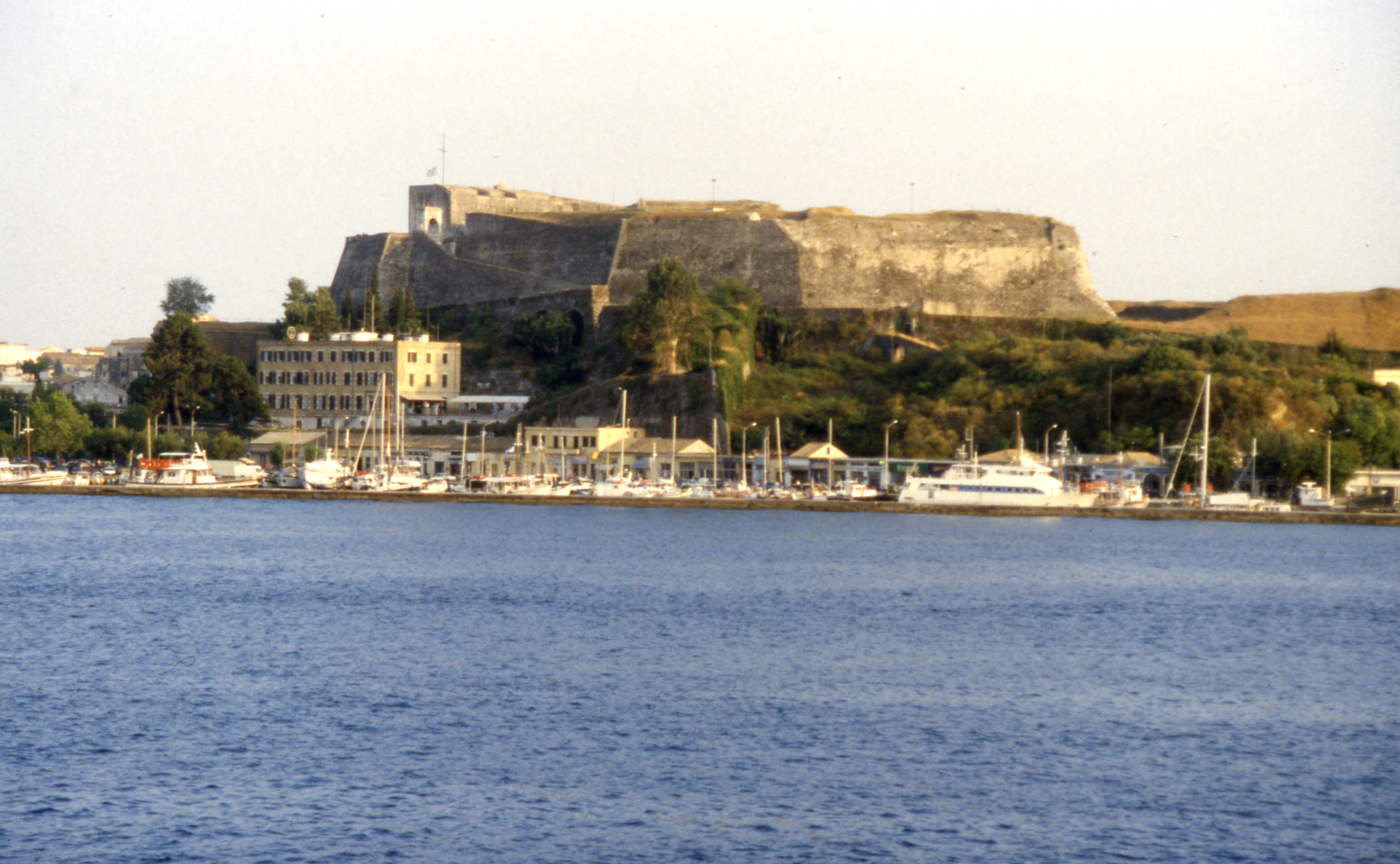
Нео Фруріо

Нео Фруріо (грец. Νέο Φρούριο, італ. Neo Fryrio — «нова фортеця») — фортеця розташована в місті Керкірі. Спорудження почалося в 1577 р. венеційцями. Фортеця надалі добудовувалася французами і англійцями. Нео Фруріо розташована поруч з портом. Ця фортеця значно менша, ніж іПалео Фруріо, і має два рівні. Нижній рівень був призначений для захисту порту, верхній — для захисту міста. Укріплення фортеці включали 700 одиниць артилерії, дальність яких забезпечувала враження цілей аж до узбережжя Албанії. Нео Фруріо складається з двох великих однакових бастіонів. Простір фортеці поділено на три частини, а фаси бастіонів звернені як у бік острова, так і в бік міста. Два ряди стін (одна стіна з зубцями по краю, а інша у вигляді складних сферичних ніш), з'єднуються між собою складною системою проходів і коридорів. На стінах бастіонів є зображення левів з венеційськими написами. Безводний оборонний рів, що захищає фортецю зі східного боку, є результатом змішання оборонних архітектур XVII століття. Потрапити у фортецю можна через ворота з боку міста, неподалік від ринку. Над воротами красується старовинний барельєф із зображенням символу Венеційської республіки, крилатого лева Святого Марка. Один з бастіонів Нової фортеці називається Бастіон Семи вітрів, на його вершині завжди дмуть свіжі вітри. Неподалік від підніжжя цього бастіону розташована будівля англійських казарм, в якому зараз розташовані художні виставки та експозиції музею кераміки.
Докладніше: Нео Фруріо

## Палаци

### Ахілліон

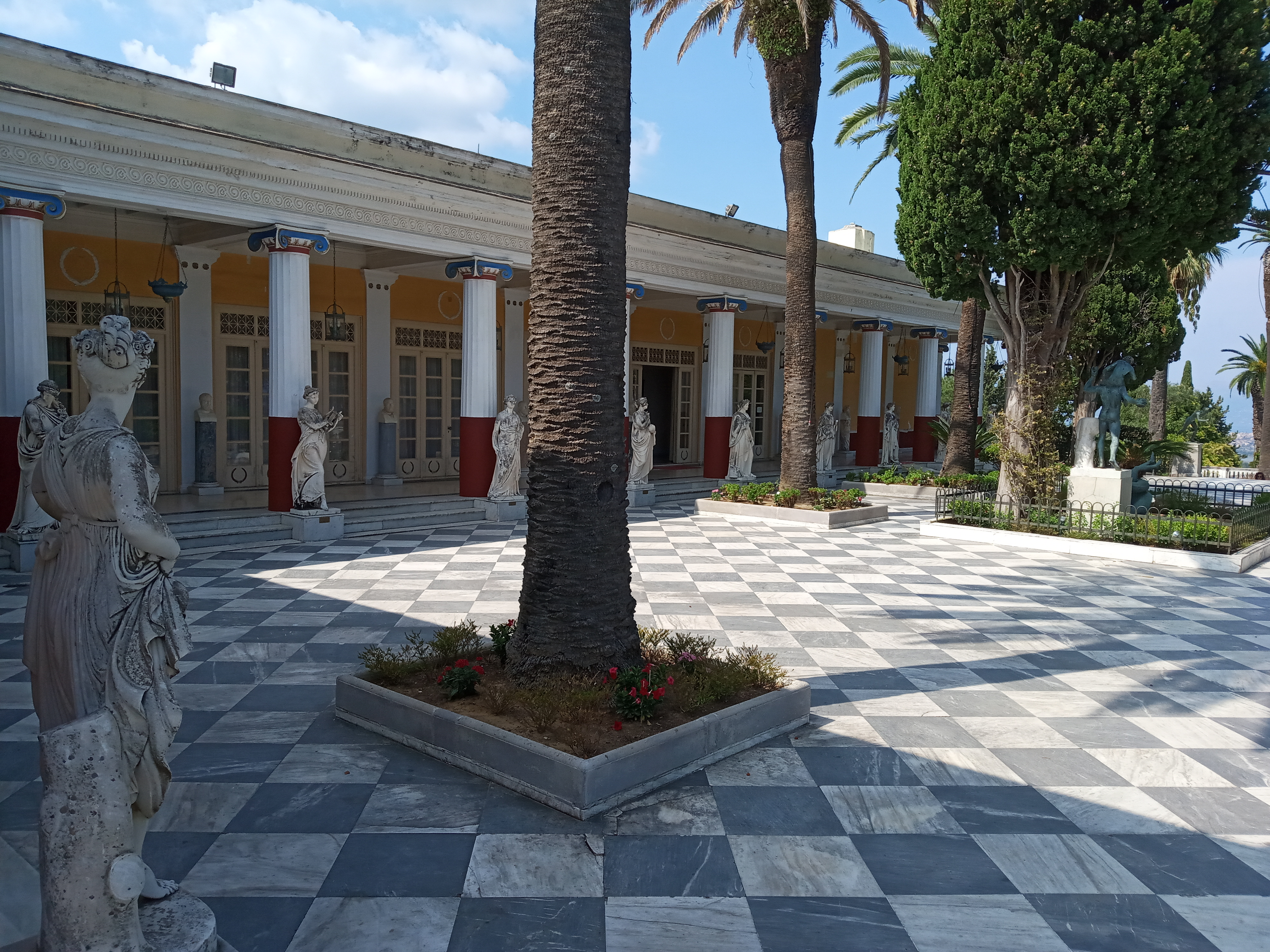
Ахіліон (Перистиль Муз)

Ахілліон — палац, що розташований на схилі гори поряд з селищем Гастурі, збудований Єлизаветою Австрійською (Сісі), дружиною імператора Австрії Франца-Йосифа І Габсбурга. 1889 р. Єлизавета придбала віллу відомого літератора й політика Петроса Врайласа-Арменіса та відразу відомими італійськими архітекторами Рафаель Каріто й Антоніо Ланді розпочали будівництво палацу. Палац було присвячено давньогрецькому герою Ахіллу, а територію навколо нього прикрашено статуями давньогрецьких філософів та риторів. Єлизавета самостійно займалася декором палацового комплексу. На усій його території є статуї, що зображають грецьких богів та героїв. Найцікавіші в Ахілліоні дві статуї — Ахілл, що помирає та Ахілл, що торжествує. Після смерті Сісі в 1907 рр. палацовий комплекс придбав німецький імператор та король Пруссії Вільгельм II. На його території він збудував т. зв. «Палац лицарів».

Також на території палацового комплексу були завезені екзотичні рослини. З 1990 р. Ахілліон діє як музей. Палац триповерховий. На балконі другого поверху є два кентаври. На балконі третього поверху — 4 бронзові статуї муз зі світильниками в руках. З лівого боку веранди 3-го поверху — бронзова скульптура Гермеса. Стелі палацу було розписано італійським художником Галоппі. Це — символічне зображення Чотирьох пір року й богинь часу та пір року — Орес, трьох дочок Зевса й Феміди. Елізабет писала: «Я хочу палац із стовпчастими колонадами та висячими садами, захищений від чужих поглядів — палац, гідний Ахілла, який зневажав усіх смертних і не боявся навіть богів». Не довгий період палац мав статус центру європейської дипломатії, яким він володів у кайзерські роки, Також використовувався для засідань Європейського саміту у 1994 році, а в 2003 році він приймав нараду європейських міністрів сільського господарства.
Докладніше: Ахілліон

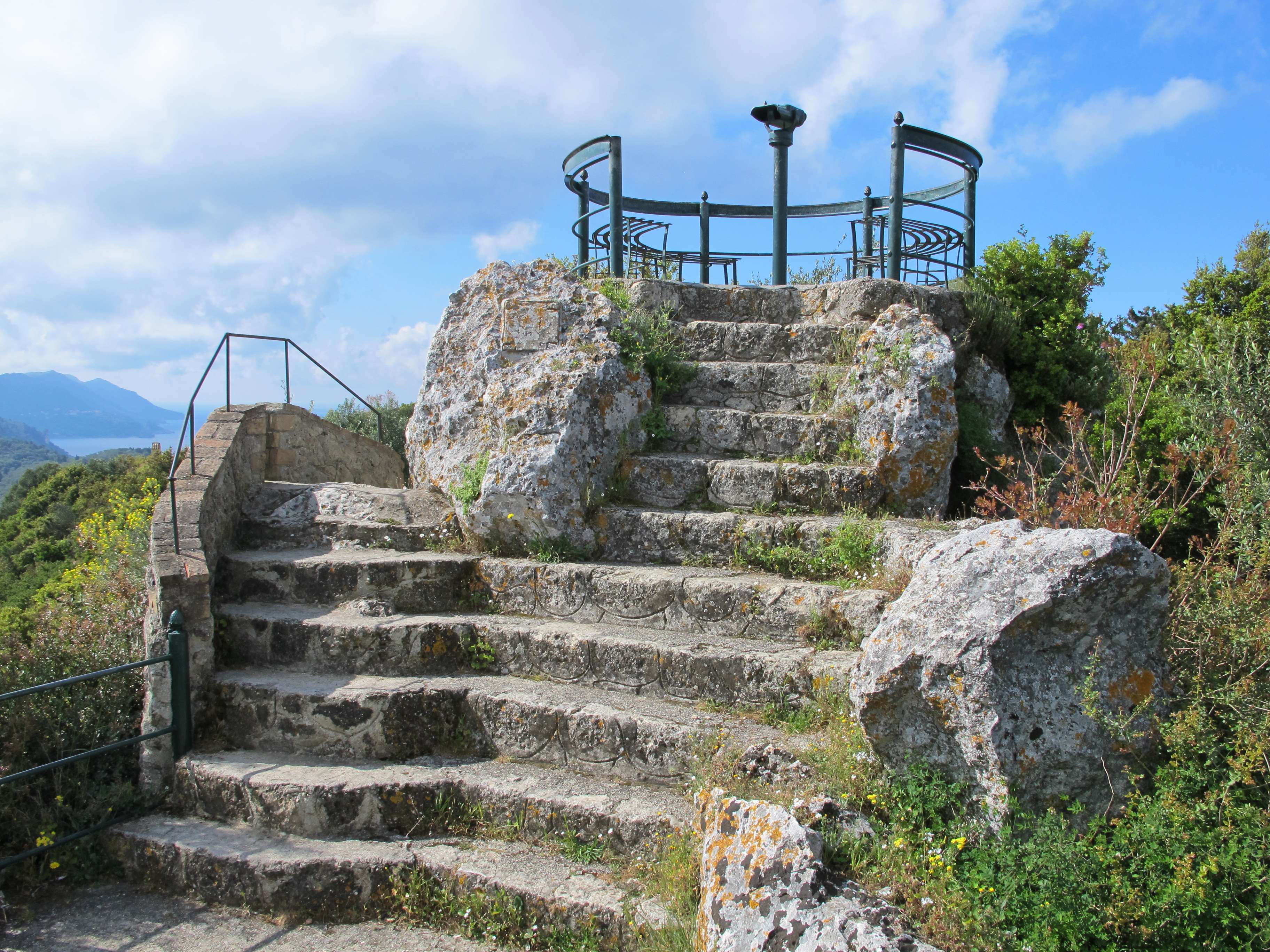
Трон Кайзера

У період з 1908 року до початку Першої світової війни Вільгельм II із задоволенням проводив літо в палаці Ахілліон.
Він любив відвідувати певне місце у селі Пелекас, що за 13 км від Старого міста Корфу, відпочивав і міркував про свої дії на скельній вершині, милуючись панорамним видом на острів море та спостерігаючи за заходом сонця.
За його наказом на цьому місці на висоті 270 метрів над рівнем моря, на платформі, прикріпленій на скелі з оглядом на 360° споруджено оглядовий майданчик. Наразі це місце називають Трон Кайзера.
Докладніше: Трон Кайзера

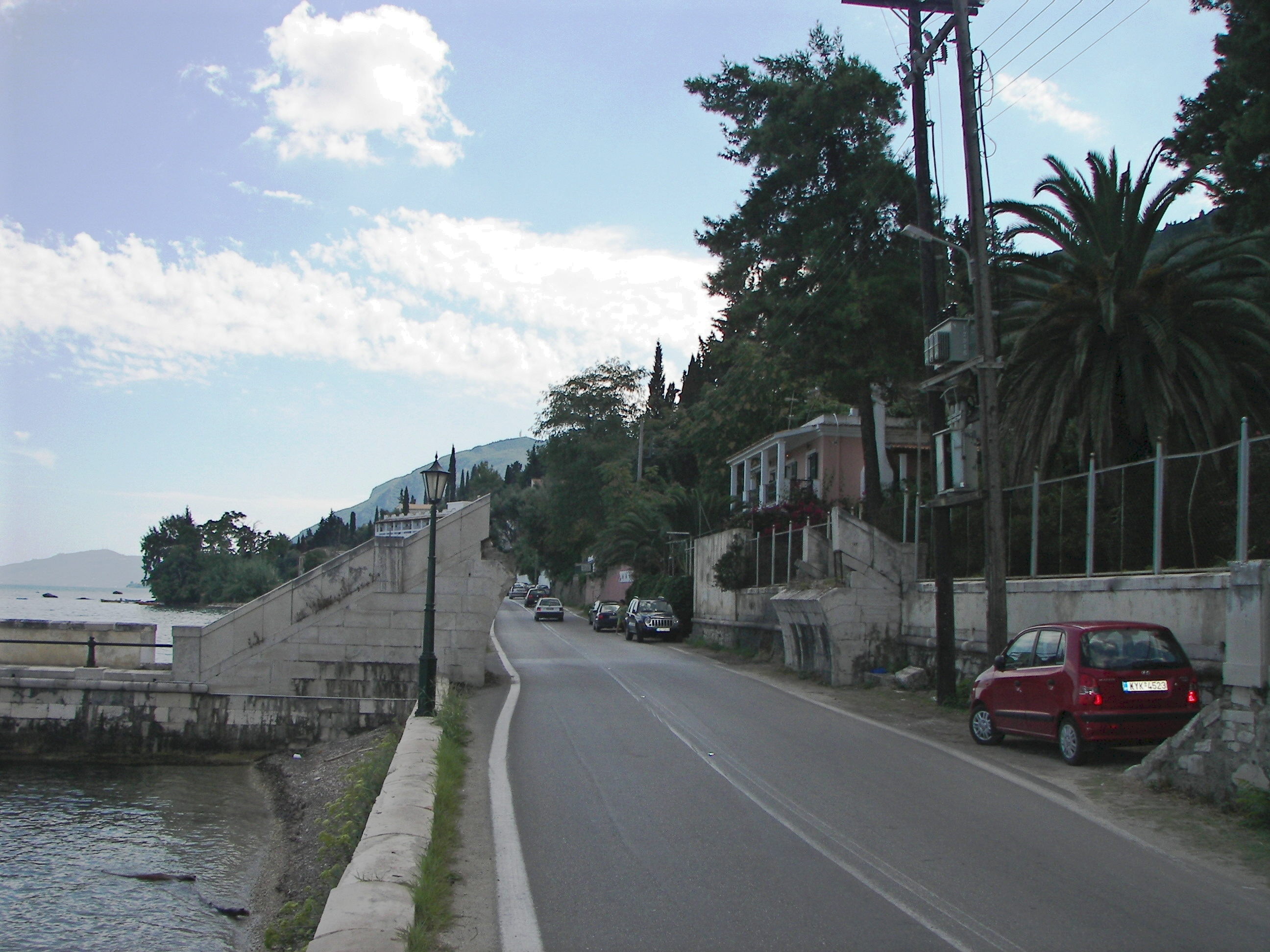
Міст Кайзера

Також для Кайзера побудували міст для доступу до пляжу, не проходячи дорогу, що утворює головну артерію острова на південь.
Пізніше міст був названий місцевими жителями після нього — «Кайзерський міст» (грецьке: η γέφυρα του Κάιζερ транслітерується як: i gefyra tou Kaizer).
Міст був прокладений над дорогою, та сполучав нижні сади Ахілліона та морський пляж.
Центральний відрізок мосту був знесений вермахтом у 1944 р.
Під час німецької окупації в Другу світову війну, щоб дати змогу провести величезні гармати, що входить до складу нацистської оборони на південно-східному узбережжі Корфу.

### Мон Репо

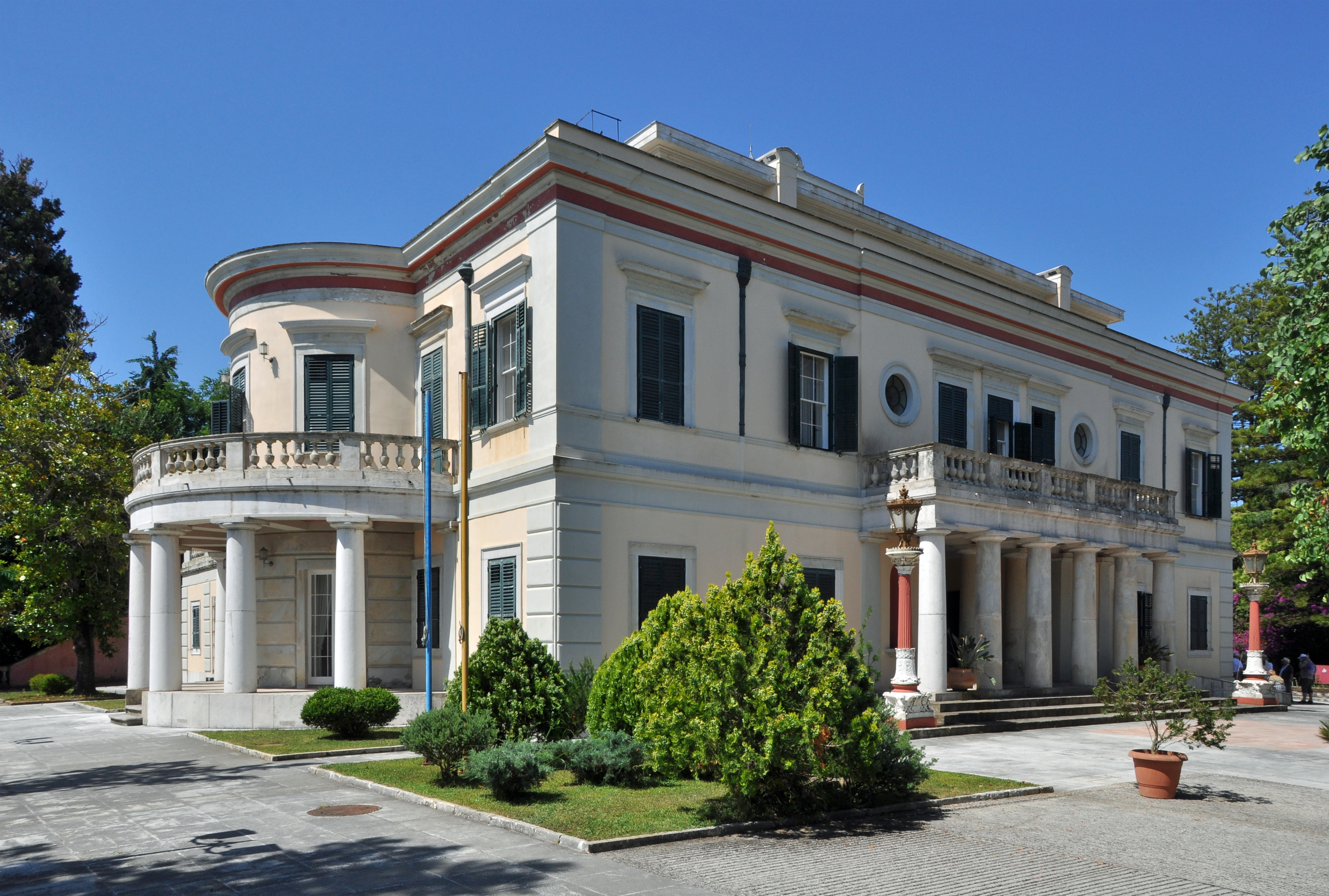
Палац Мон Репо

Мон Репо (грец. Μουσείο Παλαιόπολης Κέρκυρας) — палац, розташований в південній частині міста Керкіра в лісистій частині Палополіса. Палац побудований як дача для британського комісара Іонічної республіки Фредеріка Адама та його другої дружини (корфійки) Діамантіни «Ніни» Палатіно в 1828–1831 рр. Хоча їм довелося звільнити віллу незабаром після цього в 1832 році, коли Адама відправили служити в Індію. Вілла рідко використовувалася як резиденція для подальших британських губернаторів. 1833 року тут розміщувалася школа образотворчого мистецтва, під керівництвом місцевого скульптора Павлоса Просалентіса. 1834 року для публіки відкрито парк. В палаці також розміщувалось центральне поштове відділення. Грецька королівська родина використовувала палац резиденцію до тих пір, поки король Костянтин II не покинув країну в 1967 році. Вілла згодом стала занедбана, але була відновлена в 1990-х роках. Палац побудований в стилі неокласицизму, за проєктами та наглядом англійського архітектора сера Джорджа Вітмора. Сувора симетрія характеризує композицію будівлі, яка представлена у вигляді двох компактних частин. Основний об'єм палацу, — це триповерхова розкішна споруда. Палац перебував у муніципальному віданні міста Керкіра, яке в 1995 році передало на 50 років його Міністерству культури Греції та використовується як музей (відкрито у 2000 році), де зберігаються артефакти, підняті з дна Іонічного моря, і знайдені при розкопках древньої Коркіри.
Докладніше: Мон Репо

### Палац святих Михайла та Георгія

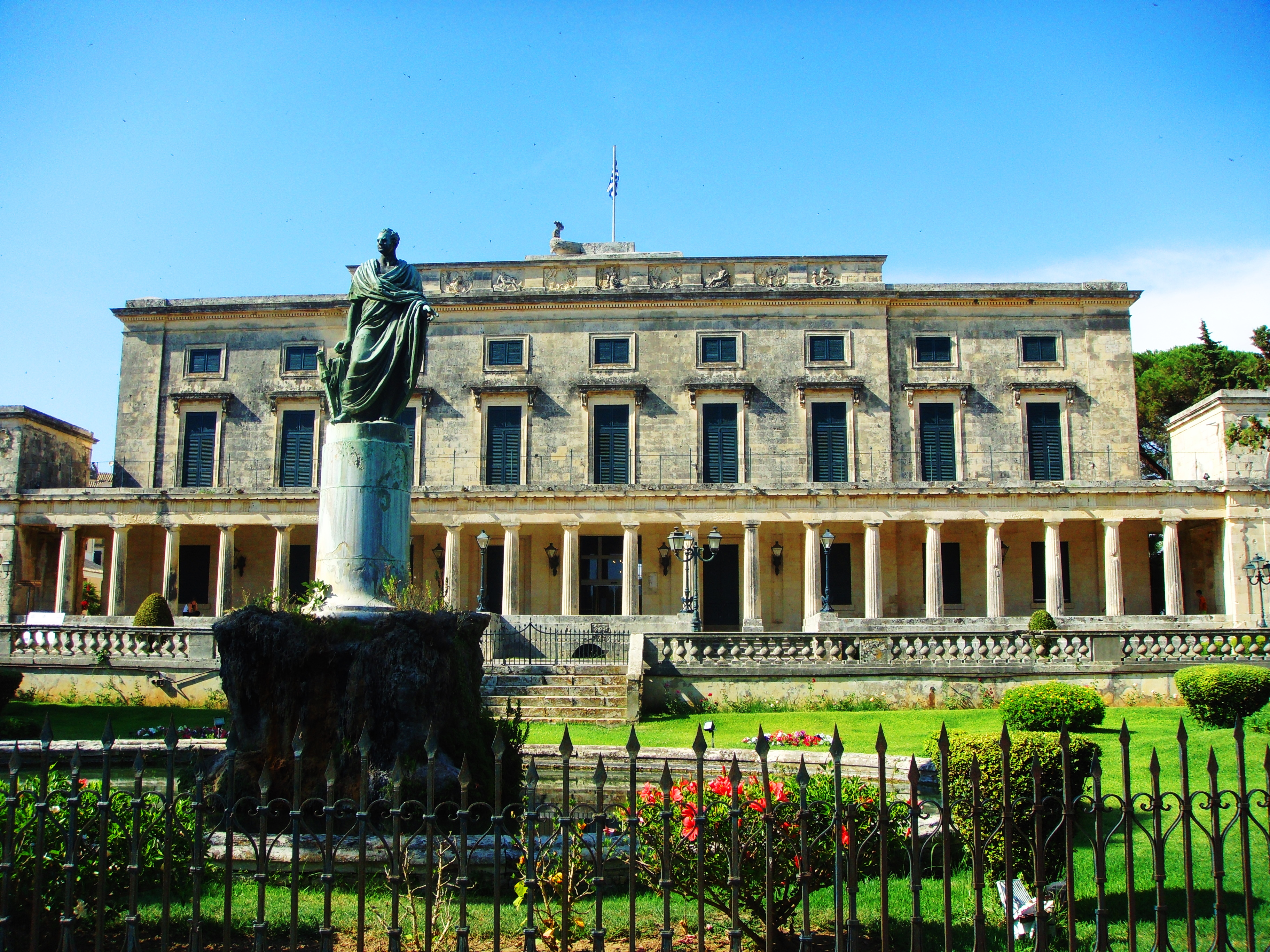
Палац святих Михайла та Георгія

Палац святих Михайла та Георгія — палац, розташований в центрі міста Керкіра між старим містом та Палео-Фруріо. Будівля також знана як Королівський палац, Міський палац або місцево грецькою назвою Palaia Anaktora (Παλαιά Ανάκτορα; буквально «Старий палац»). Палац був замовлений сером Томасом Мейтлендом, верховним британським комісаром Іонічної республіки. Він служив резиденцією верховного комісара, але також був домом Іонічного сенату та ордену святого Михайла і святого Георгія. Перший камінь у фундамент палацу був закладений в день святого Георгія в 1819 році, а загалом він був завершений в 1824 році. Палац був спроєктований у стилі неокласичної архітектури Греції, і це перша будівля цього стилю, побудована на території Греції. Його розробив британський архітектор Джордж Вітмор, який був полковником, а згодом генерал-майором у Корпусі королівських інженерів. Будівля побудована з вапняку, що імпортувався з Мальти, і на його будівництві були зайняті мальтійські робітники. Скульптурними елементами палацу є роботи мальтійських скульпторів Вінченцо та Фердінандо Дімеха, а також місцевого скульптора Павлоса Просалентіса. Головна будівля має три поверхи. На його фасаді є колони з тріумфальними арками, одна присвячена святому Михайлу, а друга присвячена святому Георгію. За тріумфальними арками розташовані менші, симетрично розташовані будівлі з кожного боку головної будівлі. У внутрішньому оздобленні Палацу переважає бронза та мармур, а скляний купол, розташований в центрі, дає багато сонячного світла в приміщенні палацу. Сьогодні в палаці знаходиться Музей азійського мистецтва Керкіри.
Докладніше: Палац святих Михайла та Георгія

## Маєтки

### Маєток «Вілла Росса»

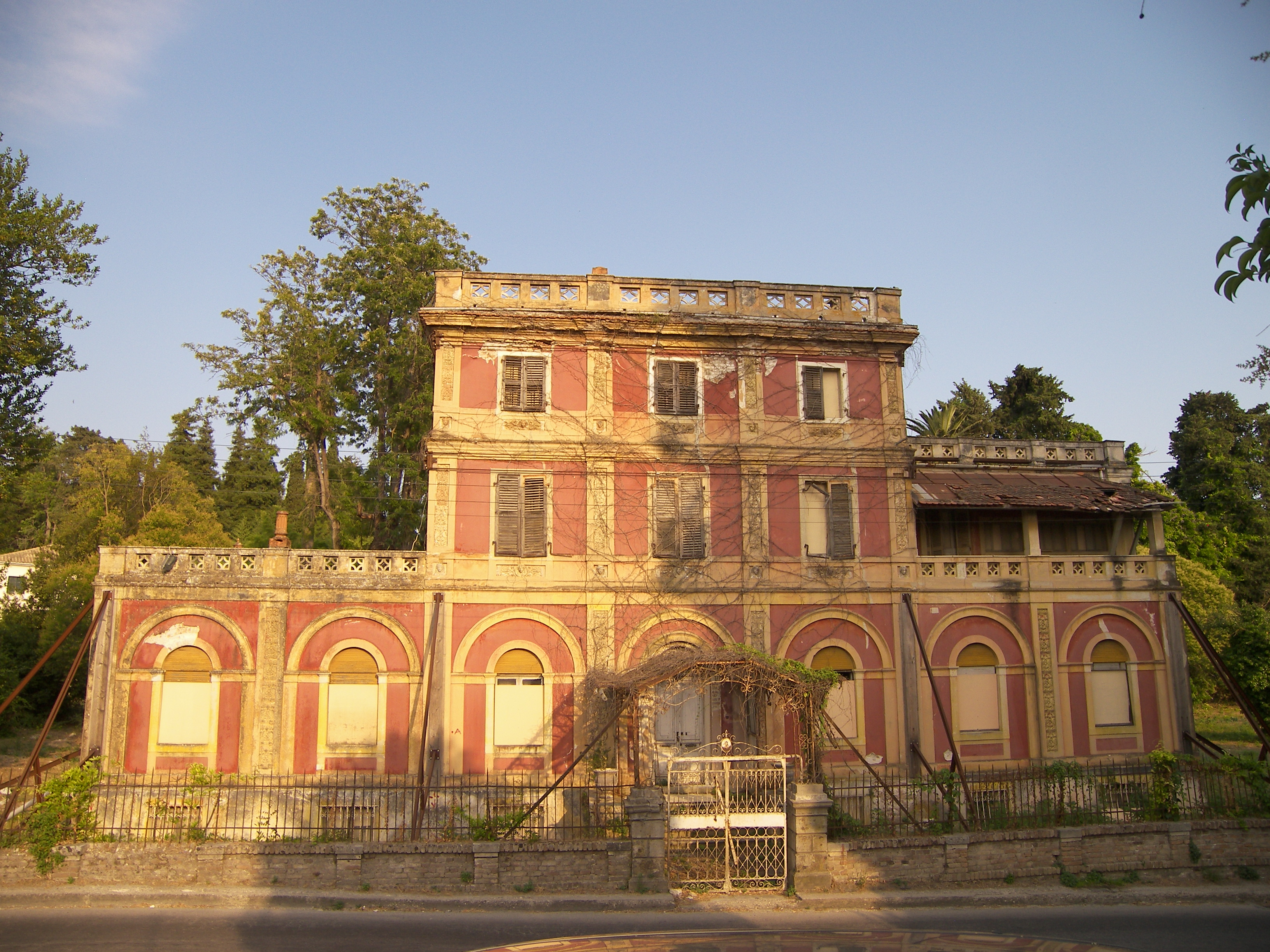
Фасад маєтку «Вілла Росса»

Маєток «Вілла Росса» («Villa Rossa») розташований поблизу від Старого міста Керкіра недалеко від Британського кладовища. (Координати: 39°37′6″ пн. ш. 19°54′54″ сх. д. / 39.61833° пн. ш. 19.91500° сх. д.)
Будівництво маєтку розпочалося в 1864 році та він був одним з перших приватних будинків, який отримував електроенергію, вироблену для фабрики «Аспіоті». Із зворотної сторони маєтку колись були стайні, тенісні корти та сад. В свій час маєток був центром суспільного життя для знаті Керкіри, з грандіозними прийомами, які іноді відвідували члени грецької королівської сім'ї, письменники, художники, інтелектуали.
Маєтком володіла родина Аспіоті. Там проживала Марія Аспіоті (1909-2000), яка приймала в гостях таких відомих осіб як Френсіс Кінг та Лоуренс Даррелл. Будівля була куплена грецькою державою в 1997 році, проте її відновлення не завершилось.

### Маєток «Вілла Мімпелі»
Маєток Вілла Мімпелі («Villa Mimpeli», знаний як «Castello», «Tower of Poladades» (Polylas Tower)) розташований між Дасією та Іпсосом поблизу села Катоко Коракіана за 14 км від міста Керкіра, побудований в готичному стилі на руїнах середньовічної вежі. Основний будівельний комплекс маєтку з трьома допоміжними будівлями датується початком 20 століття і має велике історичне, культурне та мистецьке значення. (Координати: 39°41′17″ пн. ш. 19°50′0″ сх. д. / 39.68806° пн. ш. 19.83333° сх. д.)
Вілла була побудована в період з 1890 по 1900 роки на місці оборонної башти дворянської сім'ї Поліла та функціонувала як резиденція італійського барона Луки Мімпеллі, який одружився з її спадкоємницею сім'ї Поліла — Фані Родоканакіс. Під час будівництва вілли також були побудовані окремі будівлі для персоналу, що налічувала 60 осіб, в парку висаджені рідкісні дерева, з материкової Європи привезені меблі та прикраси.
У маєтку приймали в гостях баронів, князів, королів та імператорів. Свого часу на віллі жили імператори Франц Йосиф I і Вільгельм II, королі Георг I і Георг II (1936-1939). Під час Другої світової війни в маєтку розташовувався госпіталь і резиденція німецького командувача. Тоді розпочалося розграбування маєтку. До 1952 року маєток не використовувався та руйнувався. 1953 року його використовували для театральних вистав та його відвідав імператор Ефіопії Хайле Селассіє I. У 1957 році (за іншими даними 1958 році) підприємець Спірос Буас на 25 років орендує будівлю та приміщення для створення розкішного готельного комплексу. Готель проіснував до 1981-1982 років. З того часу будівля поступово руйнується. Поруч розташовується філія Національної картинної галереї, приміщення якої також були частиною комплексу. За повідомленням грецьких засобів масової інформації в 2018 році маєток мав бути проданий бізнесмену Самі Фейсу для будівництва готелю.

## Церкви

### Собор Святого Якова та Святого Христофора

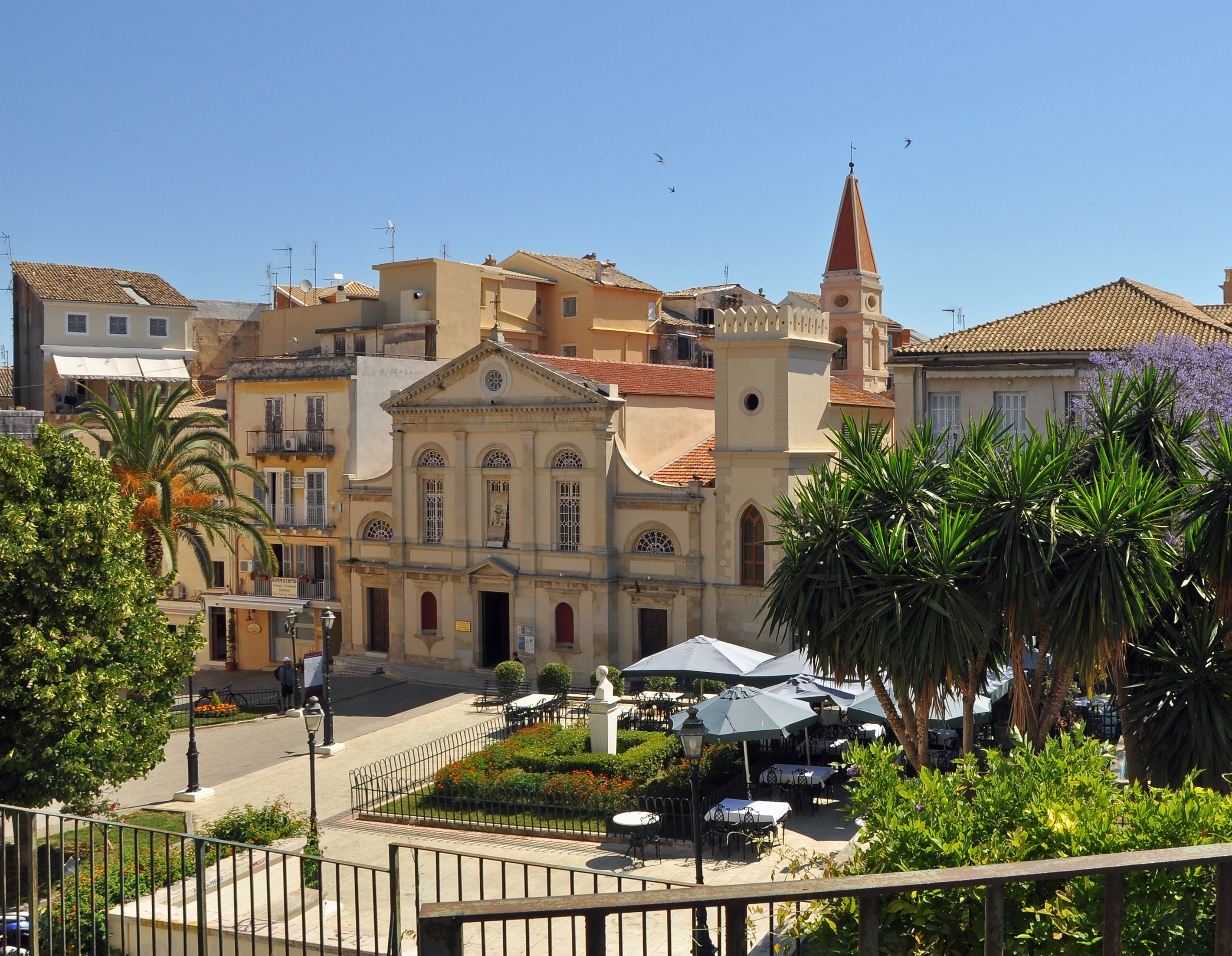
Зовнішній вигляд фасаду Собору Святого Якова та Святого Христофора

Собор Святого Якова та Святого Христофора — католицький собор XVI століття, в місті Керкіра. Собор є основною церквою Архиєпархії Корфу, Кефалфінії — Закінфу. Щодо дати спорудження собору, достовірна інформація відсутня. На місці собору розташовувалась нині зруйнована церква і між 1431 і 1454 роками члени братства святих Якова і Христофора попросили дозволу у тодішнього архієпископа Мартинуса Бернардіні побудувати там гостьовий будинок — лікарню для нужденних, хворих та мандрівних членів братства. Акт Архиєпархії був затверджений папською буллою 7 липня 1466 р., який вимагав від братства залучити священика та адміністратора до цього закладу, при цьому пропонував архієпископу щороку 2 лютого вшановувати передачу ікон святих Якова та Христофора з церква святого Франциска, де вони були, до переїзду. Храм було освячено 31 грудня 1553 року єпископом Якобусом Кокко. У ніч на 13 вересня 1943 року після німецьких бомбардувань повністю знищено зовнішній вигляд церкви. Відбудова собору була закінчена в 1970 році. Кінцева форма собору після додаткових прибудов — це базиліка з дерев'яним дахом та шістьма бічними каплицями (по три з кожної бокової сторони храму), які з'єднані з основним простором арковими отворами та вівтарна частина вражаючих розмірів. Вважається, що перед реконструкцією храму головний вівтар колись знаходився в глибині храму був покритий кворієм. Загальна площа храму з каплицями понад 600 кв.м. Центральна частина фасаду двоповерхова складається з трьох частин, оздоблених тосканськими пілястрами з трикутним фронтоном. По обидва боки від центральної частини фасаду з фронтоном по бокових частин першого поверху фасаду розташовуються вигнуті елементи (леза). Улаштування фасаду нагадує деякі приклади церков пізнього бароко у Венеції. Також на фасаді розташована Дзвіниця із зубцями та в глибині церкви пірамідальна вежа.
Докладніше: Собор Святого Якова та Святого Христофора

### Собор Святого Спиридона

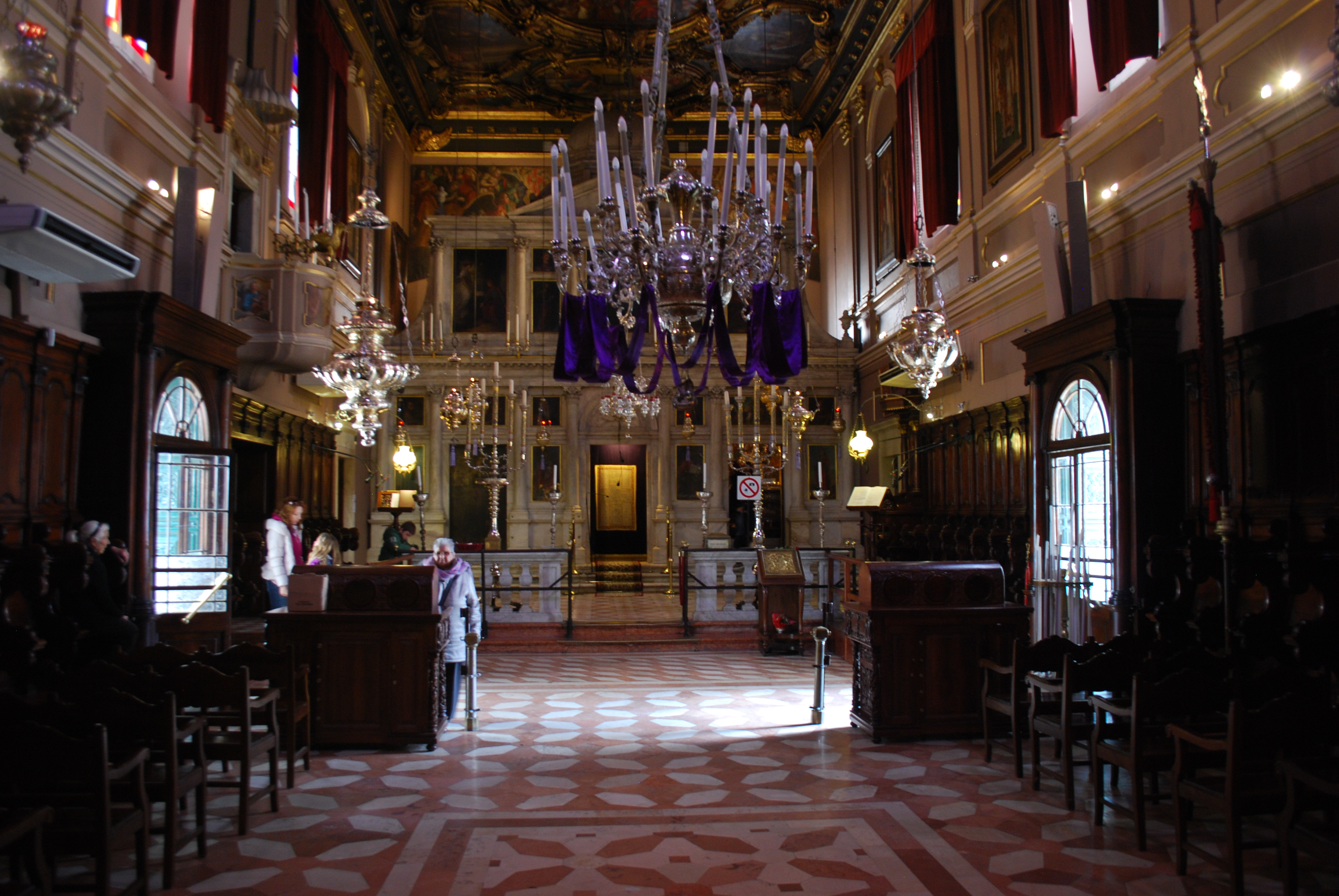
Собор Святого Спиридона

Собор Святого Спиридона — грецький православний собор, розташований в місті Керкіра в якій зберігаються мощі Святого Спиридона. Собор побудований у 1590 році у венеційському стилі, не схожому на інші церкви Греції. Дзвіниця церкви за конструкцією схожа на сучасну грецьку православну церкву Сан-Джорджіо-дей-Гречі, розташовану у Венеції, є найвищою в місті. Стеля церкви розділений на сегменти, що зображають сцени з життя і чудеса святого Спиридона. Оригінальним живописцем стелі церкви був Панайотис Доксарас, який розписав її в 1727 році. З плином часу розписи Доксараса згнили, а згодом їх замінили копії, намальованим Ніколаосом Аспіотисом.
Всередині церкви праворуч від іконостасу знаходиться склеп, де останки святого Спиридон зберігаються у подвійному саркофазі. Більший саркофаг є дерев'яним з оздобленням сріблом та містить менший. Менший саркофаг покритий червоним оксамитом і має знімне дно, щоб полегшити зміну тапок святого. Відсутність підземної камери для розміщення останків святого була частиною продуманого дизайну, щоб зробити їх максимально доступними. У склепі 53 лампадки, які висять із стелі, 18 з яких золоті, а решта — зі срібла. Над західними дверима притвору в 1801 році розміщено імператорський герб роду Романових як нагадування про те, що церква перебувала під номінальним захистом Російської імперії з 1807-1917 рр. Там же розташована картина, яка зображує святого, що торкається голови Констанція II, вилікувавши імператора від хвороби.
Докладніше: Собор Святого Спиридона

### Кафедральний собор Панагія Спілеотиса

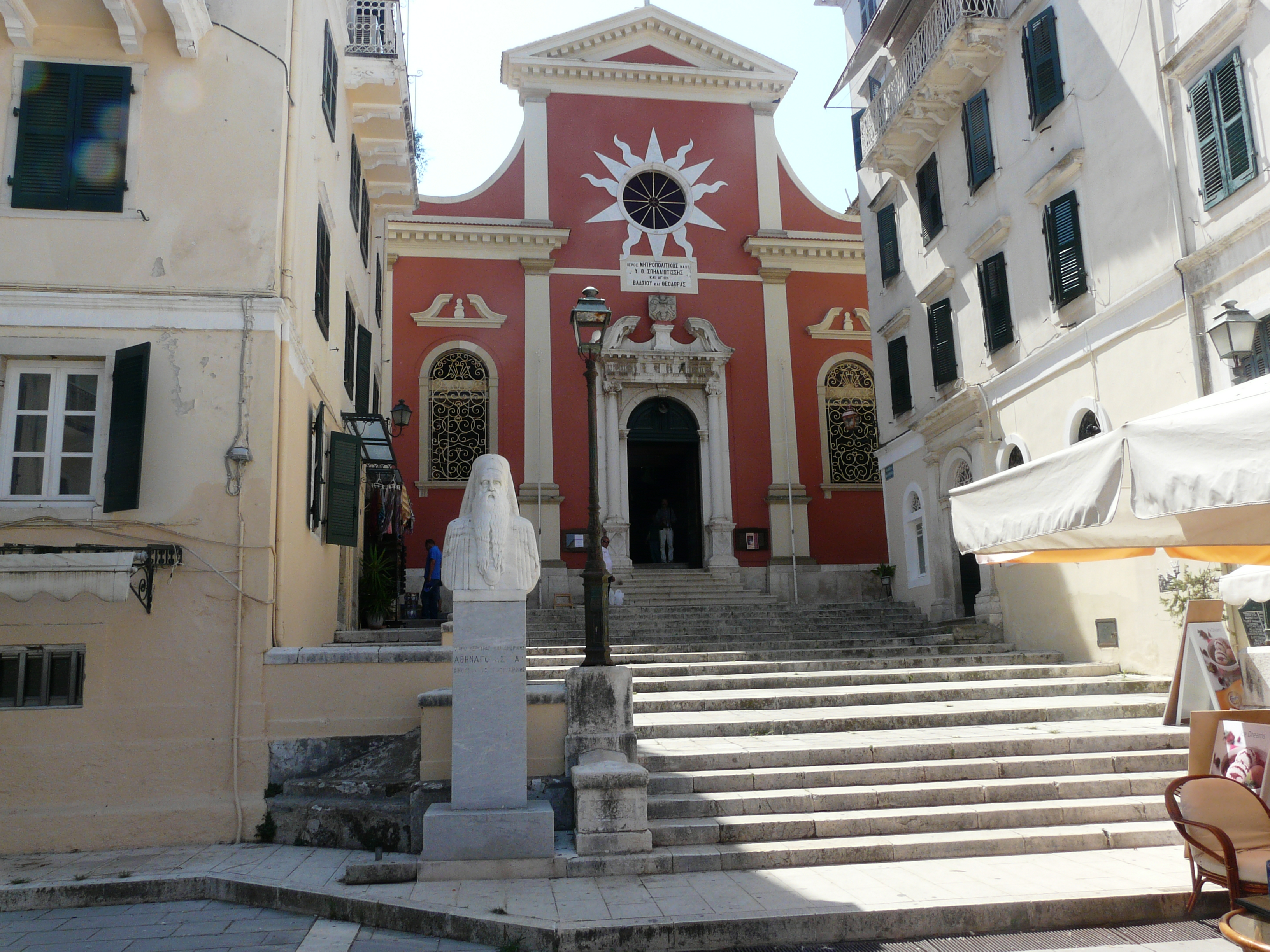
Кафедральний собор Панагія Спілеотиса

Кафедральний собор Панагія Спілеотиса (грец. Ο Ιερός Μητροπολιτικός Ναός Κέρκυρας Υπεραγίας Θεοτόκου Σπηλαιωτίσσης) — головний православний храм міста Керкіра. Назва собору перекладається як «храм Богородиці в печерах», на честь ікони, яка зберігається в церкві.
Церква присвячена також Святому Власію та Блаженній Феодорі — дружині візантійського імператора Феофіла, в період іконоборства.
Церква побудована в 1577 році на місці церкви святого Власія. Назва собору змінилася під час правління островом британцями.
Собор є базилікою та побудований у ренесансному стилі з фасадом темно-рожевого (фіолетового) кольору. У 1841 році нава церкви була значно розширена та відтоді церква стала кафедральним собором місцевої єпархії.
В церкві в срібному саркофазі зберігаються обезголовлені мощі візантійської імператриці Блаженної Феодори, які була перенесені туди з Константинополя.
До входу собору, який розташований в районі Нової фортеці, майже від Площі Спілія ведуть мармурові сходи.
Докладніше: Кафедральний собор Панагія Спілеотиса

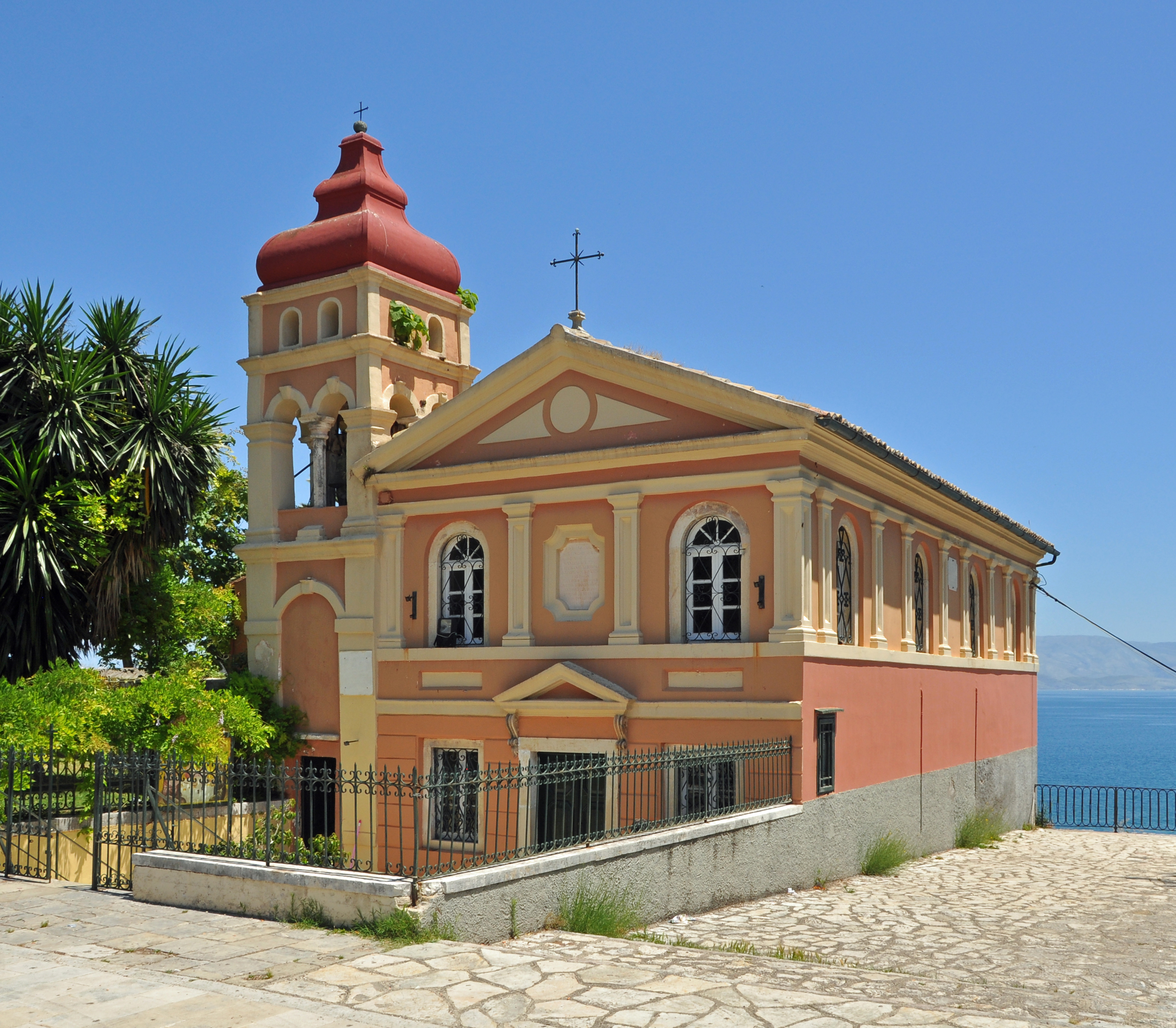
Церква Діви Марії Мандракіної

### Церква Діви Марії Мандракіної
Церква Діви Марії Мандракіної (Panagia (Virgin Mary) Mandrakina, грец. Παναγία Μανδρακίνα), розташована поблизу від Старої фортеці та старої гавані міста, присвячена Діві Марії та святому Пантелеймону, була побудована у XVIII столітті. (Координати — 39°37′30″ пн. ш. 19°55′32″ сх. д. / 39.62500° пн. ш. 19.92556° сх. д.).
Церква розташована між Садом Бочетто та Садом людей, у Спіанаді. Це невелика оранжево-червона церква тоскансько-доричного ордеру з симетричним зовнішнім фронтоном, чотиригранною баштою-дзвіницею, що примикає до будівлі. Рівень площадки храму трошки нижчий за рівень площі та оточений невеликим подвір'ям.
Після її будівництва вона була відреставрований у 1860 р. архітектором Іоаннісом Хроні.
У 1944 році під час Другої світової війни вона зазнала серйозних руйнувань, проте протягом п'ять років (приблизно в 1950 році) була відновлена.
В церкві переважно проводяться хрещення та весільні церемонії.
(Додатково: Церква Діви Марії Мандракіної у Вікісховищі)

### Церква Святого Антонія та Святого Андрія

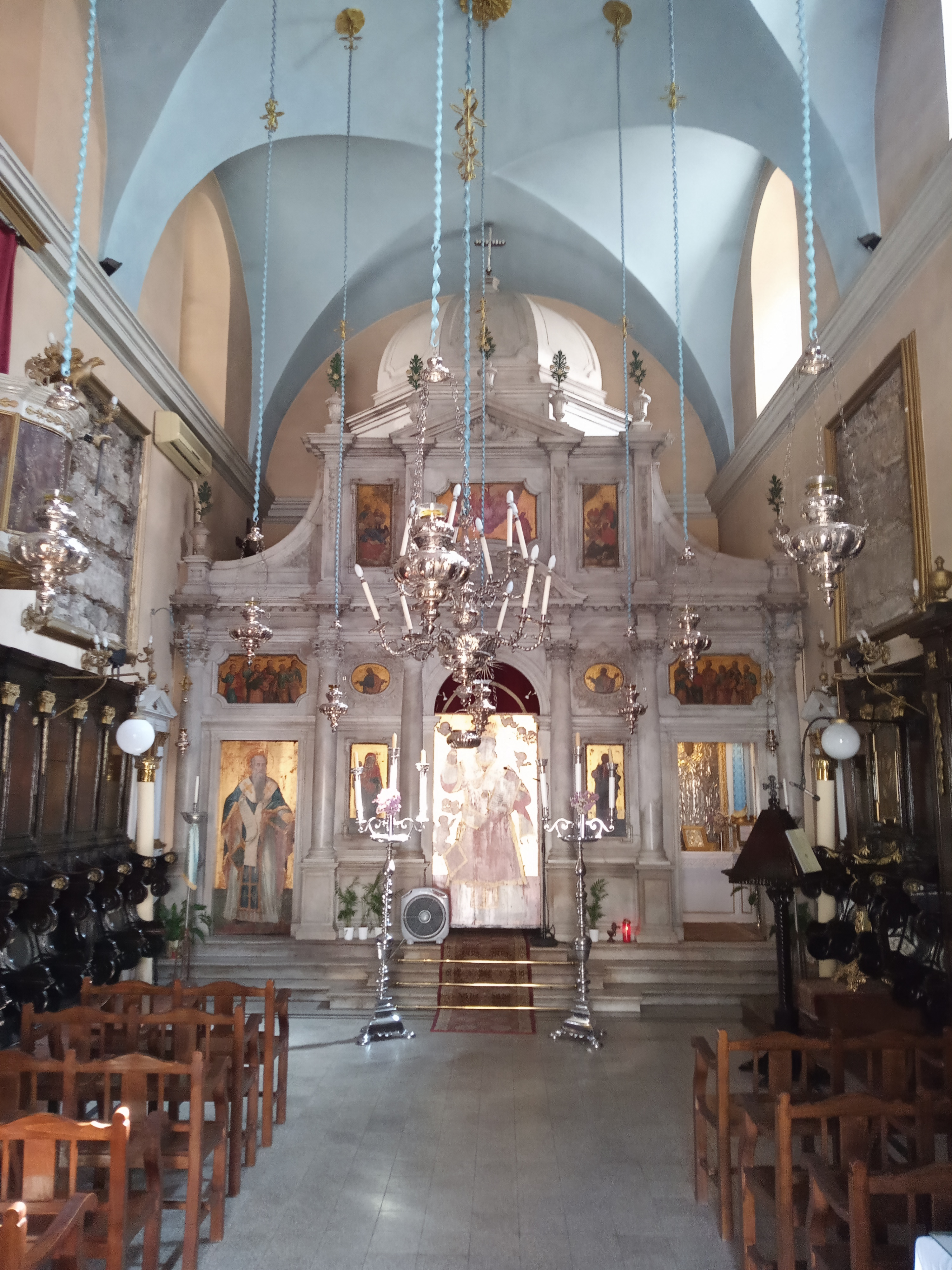
Церква Святих Антонія і Андрія

Храм святого Антонія та святого Андрія (грец. Άγιος Αντώνιος και Άγιος Ανδρέας) відбудований у 1753 році на місці старого храму, датованого приблизно 15 столітті. (Координати — 39°37′31″ пн. ш. 19°55′11″ сх. д. / 39.62528° пн. ш. 19.91972° сх. д.)
Церква є одноповерховою базилікою з рифленим склепіннями. В інтер'єрі храму мармуровий іконостас, створений архітектором Олександром Триволісом — П'єррісом, приблизно через двадцять років після реконструкції храму.
(Додатково: Церква Святого Антонія та Святого Андрія у Вікісховищі)

### Церква Святого Івана Предтечі

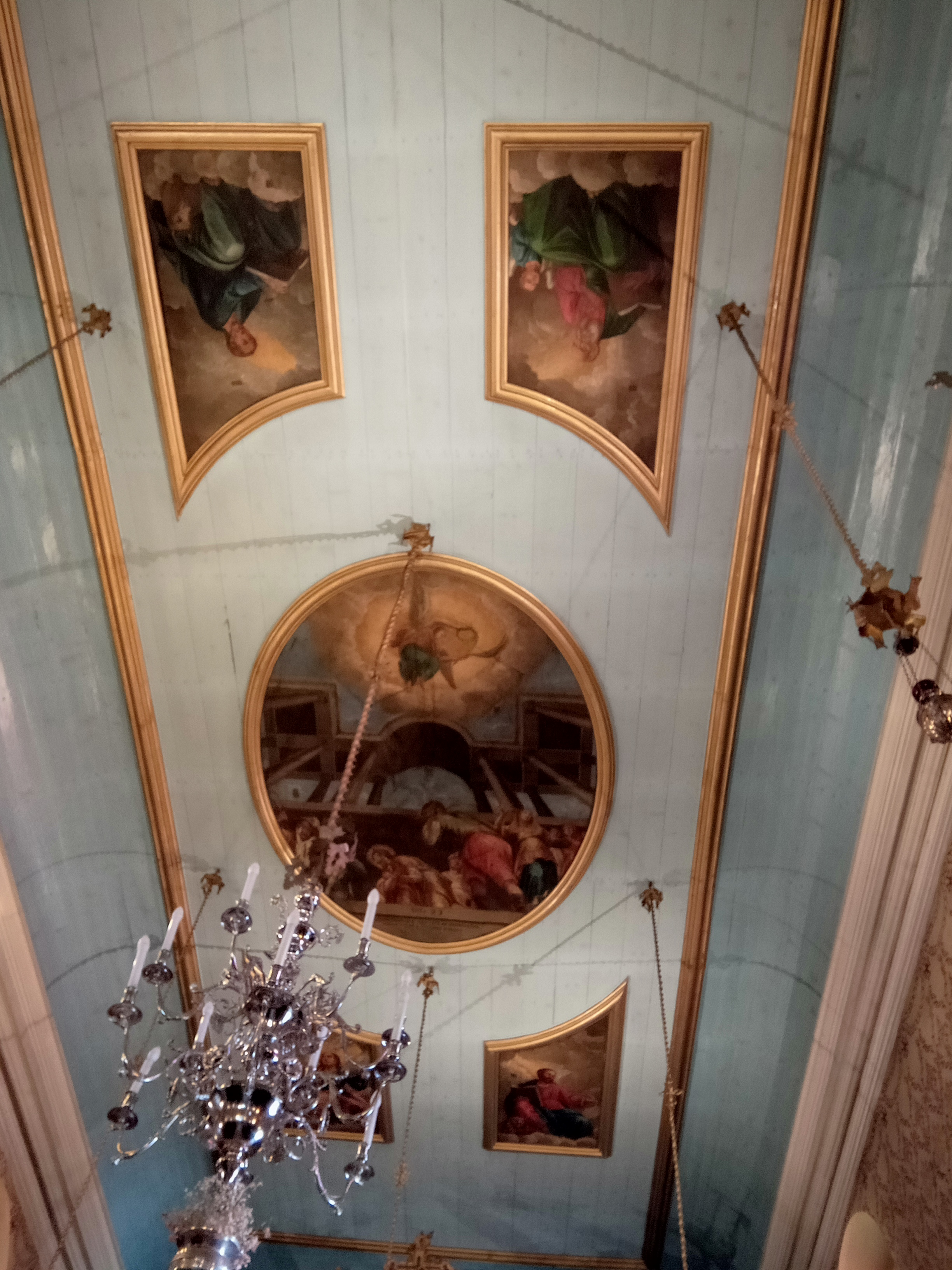
Стеля Церкви Святого Іоана Предтечі

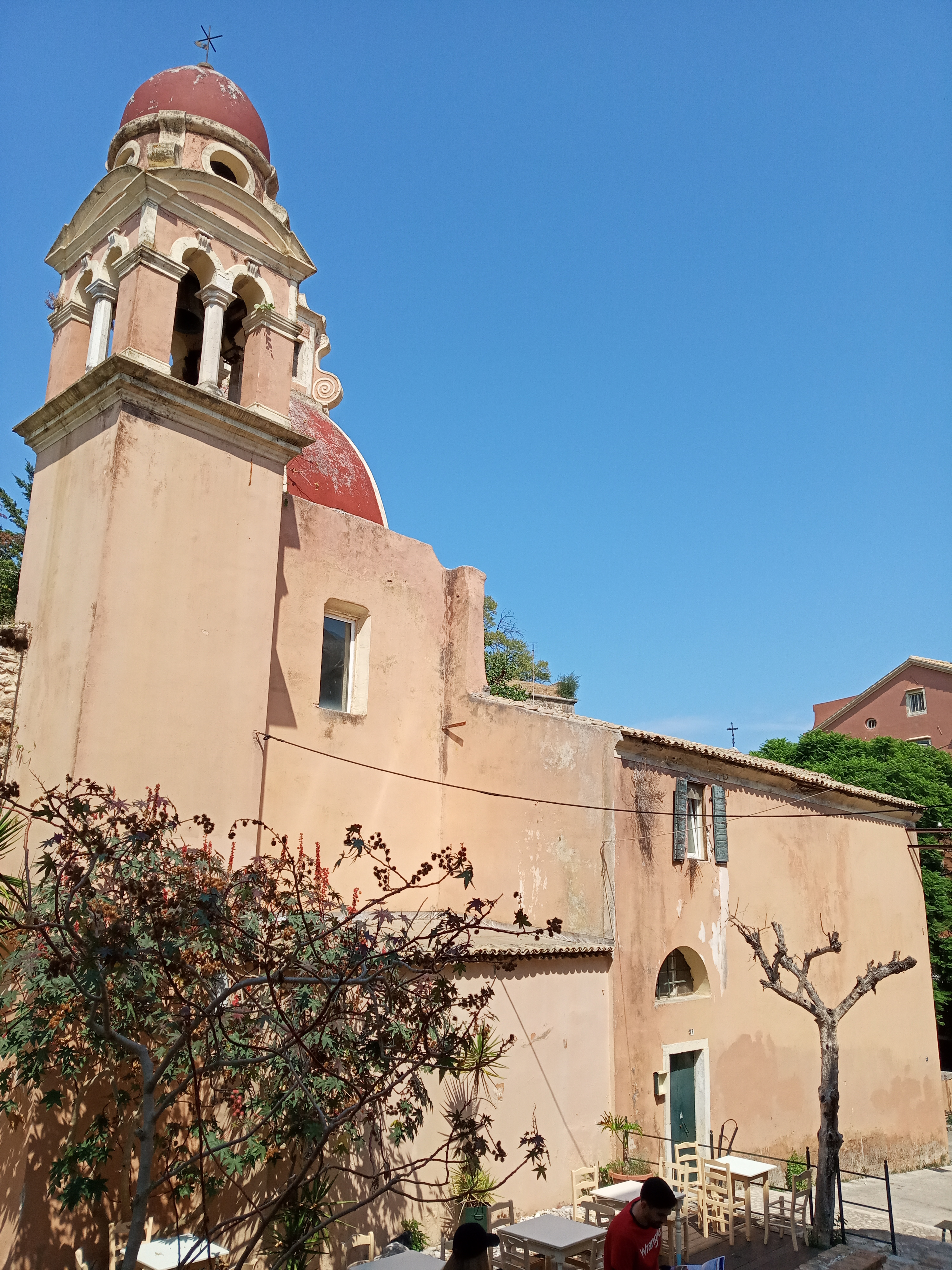
Церква Діви Марії Тенедоської

Церква святого Івана Предтечі (грец. Ιερός Ναός Αγίου Ιωάννη του Προδρόμου), є одноповерховою церквою з дерев'яним черепичним поетапним дахом, побудованою в 1480 р., розташована в м. Керкірі.
Церква присвячена також святим Параскеві та святому Діонісію. Характерною особливістю церкви є стеля, яку розмалював Сп. Сперанца в 1773 році та амвон який за проханням Нікіфора Феотокіса був розміщений з правого боку храму для того, щоб, під час проповіді бути обличчям до прихожан, які розташовувались як в самому храмі так і його притворі.
Мармуровий іконостас церкви прикрашений іконами іонічної школи живопису майстрів Георгія Хрисолораса, Іоаніса Ценоса та Еммануеля Буньялі-Цанна. Інші важливі реліквії в церкві це Розп'яття Сперанца, Епітафія, Успіння Діви Марії та інші ікони храму.
Церква вшановує пам'ять святого Івана Хрестителя 29 серпня. У храмі також зберігаються останки святих Івана Золотоустого та Івана Дамаскина. Також в церкві збережені окремі фрески, та декілька надгробних плит, одна з яких накриває гробницю російського майстра, яка помер у 1799 році, а на іншій, яка накриває могилу священника, зазначено напис «ΕΝΘΑΔΕ ΚΕΙΤΑΙ Ο ΙΕΡΟΣ ΜΙΧΑΗΛ»
(Додатково: Церква Святого Івана Предтечі у Вікісховищі)

### Церква Діви Марії Тенедоської
Католицька церква Діви Марії Тенедоської (XV століття) розташована недалеко від Нової фортеці на вулиці Соломона.
Будучи названим на честь ікони Діви Марії, яка була перенесена на Керкіру біженцями з Тенедоса (острів Бозджаада), які покинули свій монастир після падіння Візантії.
Як вказано на написі на будівлі будівля церкви була відремонтована у 1723 році.
У будівлі розташовувалася перша публічна бібліотека Греції (в 1797 році) перша друкарня в Греції (в 1798 році), перша державна школа, яку заснував Іоанніс Каподістріас (в 1805-1824 роках).
В 1808 році в будівлі розташовувалась Іонічна академія.
(Додатково: Церква Діви Марії Тенедоської у Вікісховищі)

### Церква святих Ясона і Сосіпатра

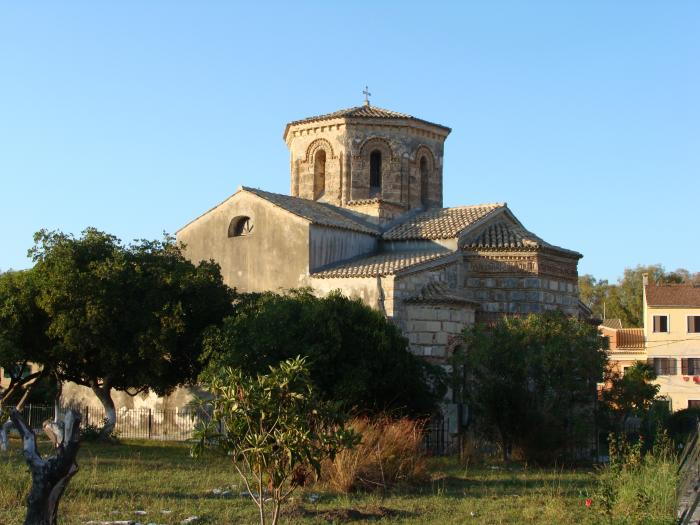
Церква Святих Ясона і Сосіпатра

Церква святих Ясона і Сосіпатра - одна з найдавніших церков міста Керкіри, датована XI століттям, розташована між мікрорайоном Гаріца та Мон Репос, присвячена святому Ясону та святому Сосіпатру — учням апостола Павла, які поширювали християнство на острові. (Координати 39°36′35″ пн. ш. 19°55′27″ сх. д. / 39.60972° пн. ш. 19.92417° сх. д.) Храм був побудований майстрами з Аттики та Беотії на руїнах стародавнього храму, присвяченому Святому Андрію, ймовірно, у XI столітті, з використанням будівельних матеріалів із зруйнованих будівель Палополісу, який розташовувався поруч в сучасній місцевості Мон Репос.
Нижні частини церкви побудовані з великих каменів, які були взяті з давніх споруд. Інколи в проміжки між каменів вставлена цегла, а іноді цегляні блоки. В церкві перебувають ікони знаменитого критського іконописця Еммануїл Тзанеса та Михайла Дамаскина. Частково збережені фрески внутрішнього розпису церкви — це фігура Святого Арсенія, архієпископа Керкіри, та зображенням хрещення та фігур ангелів. В саркофагах по обидві сторони від дверей церкви ймовірно перебувають останки покровителів церкви, святого Ясона та святого Сосіпатра.
Докладніше: Церква святих Ясона і Сосіпатра

### Церква Діви Марії Іноземців

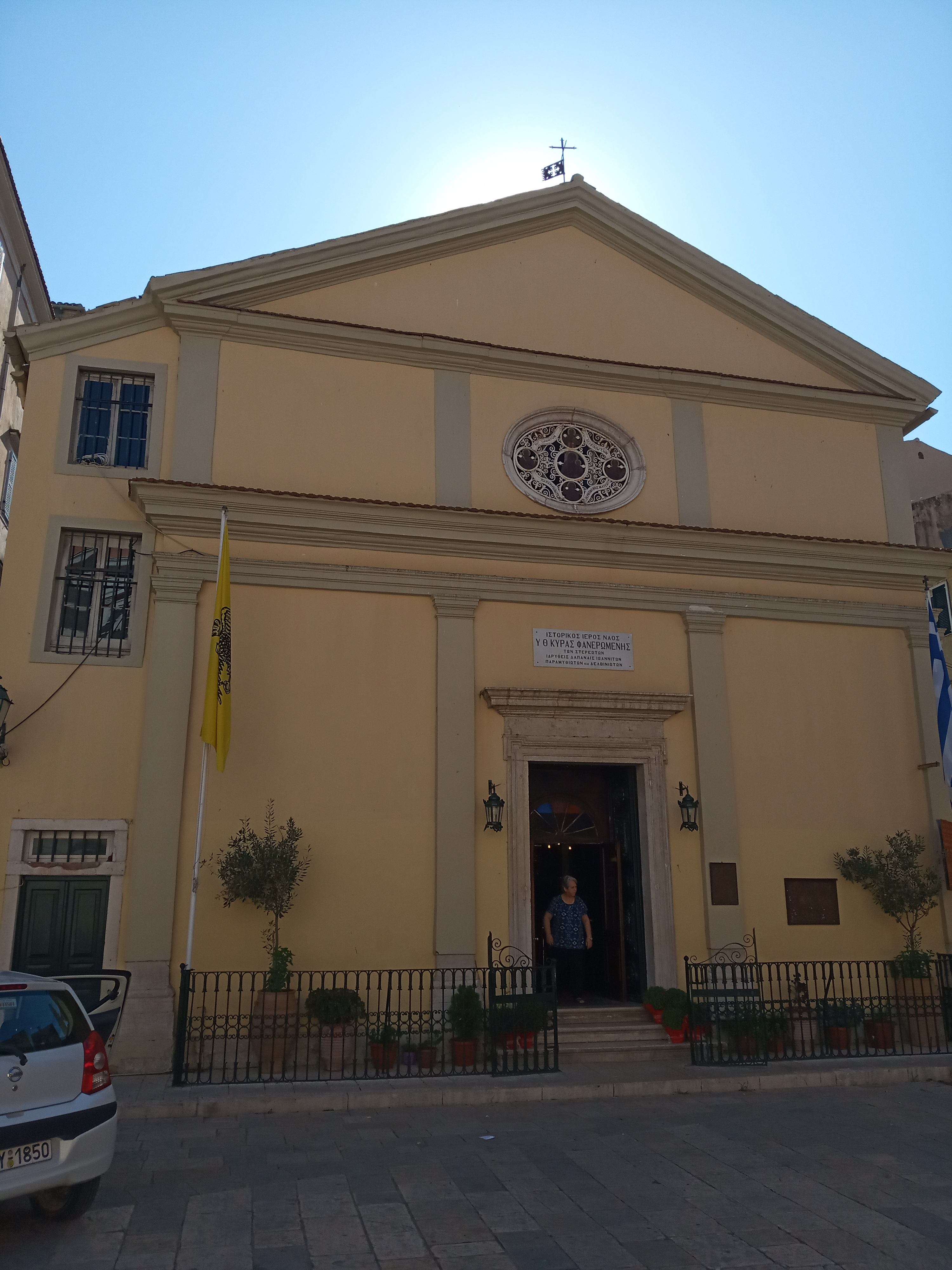
Церква Діви Марії Іноземців

Церква Діви Марії Іноземців (Faneromeni (Virgin of Foreigners)) або Церква Богородиці Ксенона (Panagia ton Xenon) — церква XVII століття, розташована в центрів міста. Церква побудована священиком Никодимом з Епіру в 1689 році і почав діяти наступного року для емігрантів з Епіру, які в XVI — початку XVII століть масово мігрували на Керкіру від турецької окупації та ісламізації. Пізніше церкву було заповідано 22 або 25 людям, які допомогли побудувати її із наказом прийняти як братів «тих, хто є іноземними християнами з частин землі», тому її також називали «Іноземцями». Окрасою храму є позолочений іконостас (реставрований у 1875 році майстрами з Неаполя) завдовжки 5,45 метра в стилі бароко оздоблений різбою по дереву, головним елементом якого є виноградна лоза. Також в храмі є зображення дев'ятнадцять архієреїв християнської церкви (десять східних та дев'ять західних), кожен з них в руках тримає сувій із висловлюванням, щодо Святого Духа, що є унікальним для православних церков.
(Координати: 39°37′28″ пн. ш. 19°55′22″ сх. д. / 39.62444° пн. ш. 19.92278° сх. д.)
(Докладніше: Церква Діви Марії Іноземців)

## Музеї

### Археологічний музей Керкіри

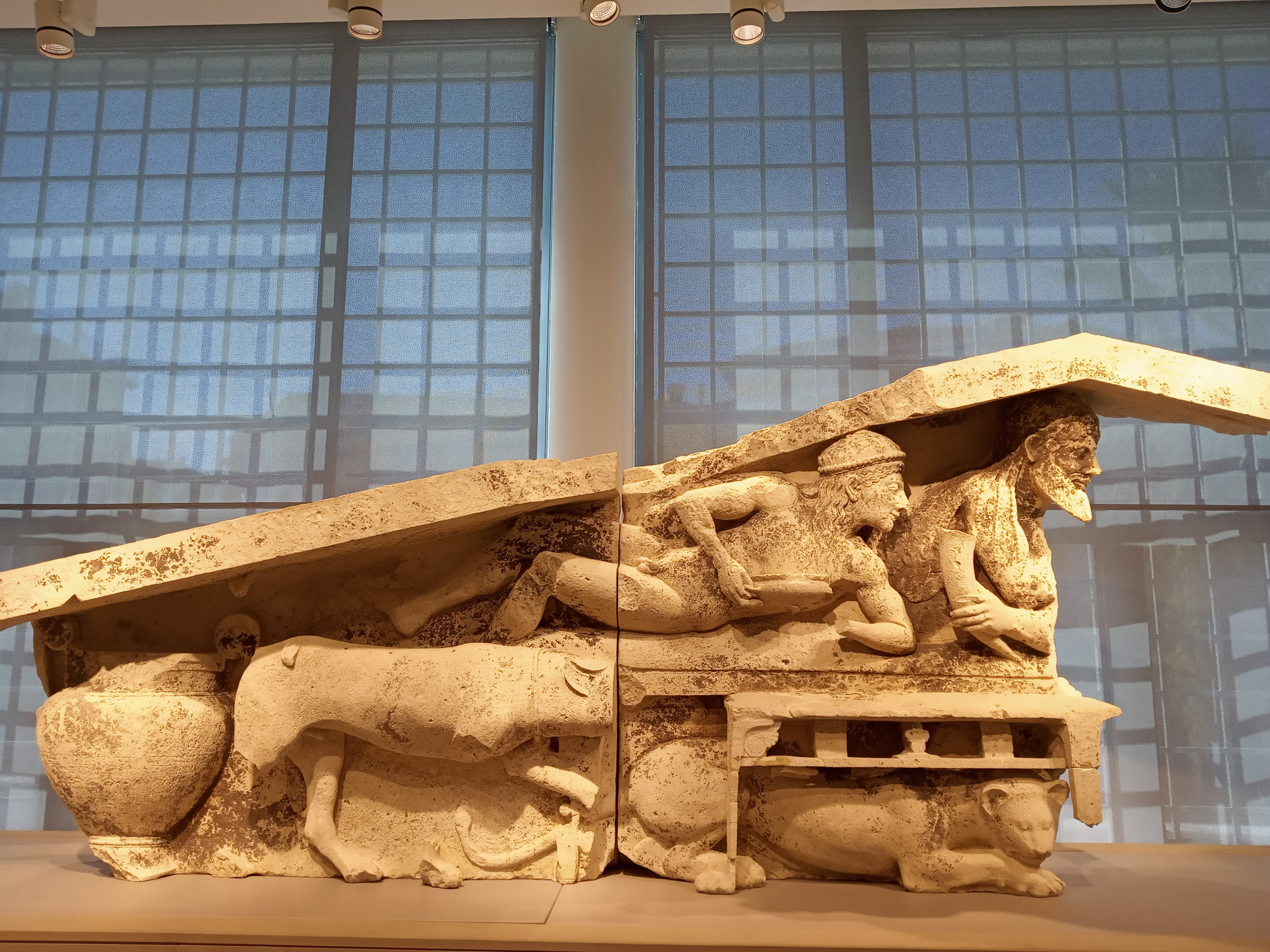
Фрагмент храму Діоніса (симпосію)

Археологічний музей Керкіри — це музей, розташований в районі Гаріці, міста Керкіра, спеціально спроєктований та побудований для демонстрації фронтону Храму Артеміди та містить понад 1600 експонатів. Будівельні роботи щодо будівництва сучасної будівлі музею розпочалися в 1962 році. Будівля була спроєктована архітектором Василісом Дурасом і розташувалася на ділянці, подарованій з цією метою до війни муніципалітетом Керкіри. Двоповерхова будівля музею, побудована в стилі модернізму, з суворими лініями. Її будівництво було завершено в 1965 році, а церемонія відкриття відбулася у вересні 1967 р. У 1969 році було відкрито ще одну експозицію із знахідками з нещодавно завершених розкопок Храму Гери (1962-1967), а в 1977 році до колекції музею було додано древній фронтон із зображенням сцени симпосію. Серед іншого в музеї розміщені експонати з агори (ринку), гавані, святилища, приватні будинки, майстерні та кладовище стародавнього Коркіри а також знахідки з інших місць острова, таких як Кассіопі, Ачараві, Алмірос, Афіонас і Рода. В музеї розкриті аспекти повсякденного життя мешканців стародавнього міста, їх зв'язок зі смертю, їхні культи, їх ремісничу та господарську діяльність і, перш за все, важливість інституції міста — держави у формуванні індивідуальної та колективної ідентичності. Особливе значення серед експонатів музею мають фронтон храму Артеміди, де богиня зображена як Горгона, різні похоронні пам'ятки того ж періоду, такі як «Лев Менекрата», та важливі епіграфічні пам'ятки, такі як могильна стела Арніада.
Докладніше: Археологічний музей Керкіри

### Музей банкнот Керкіри

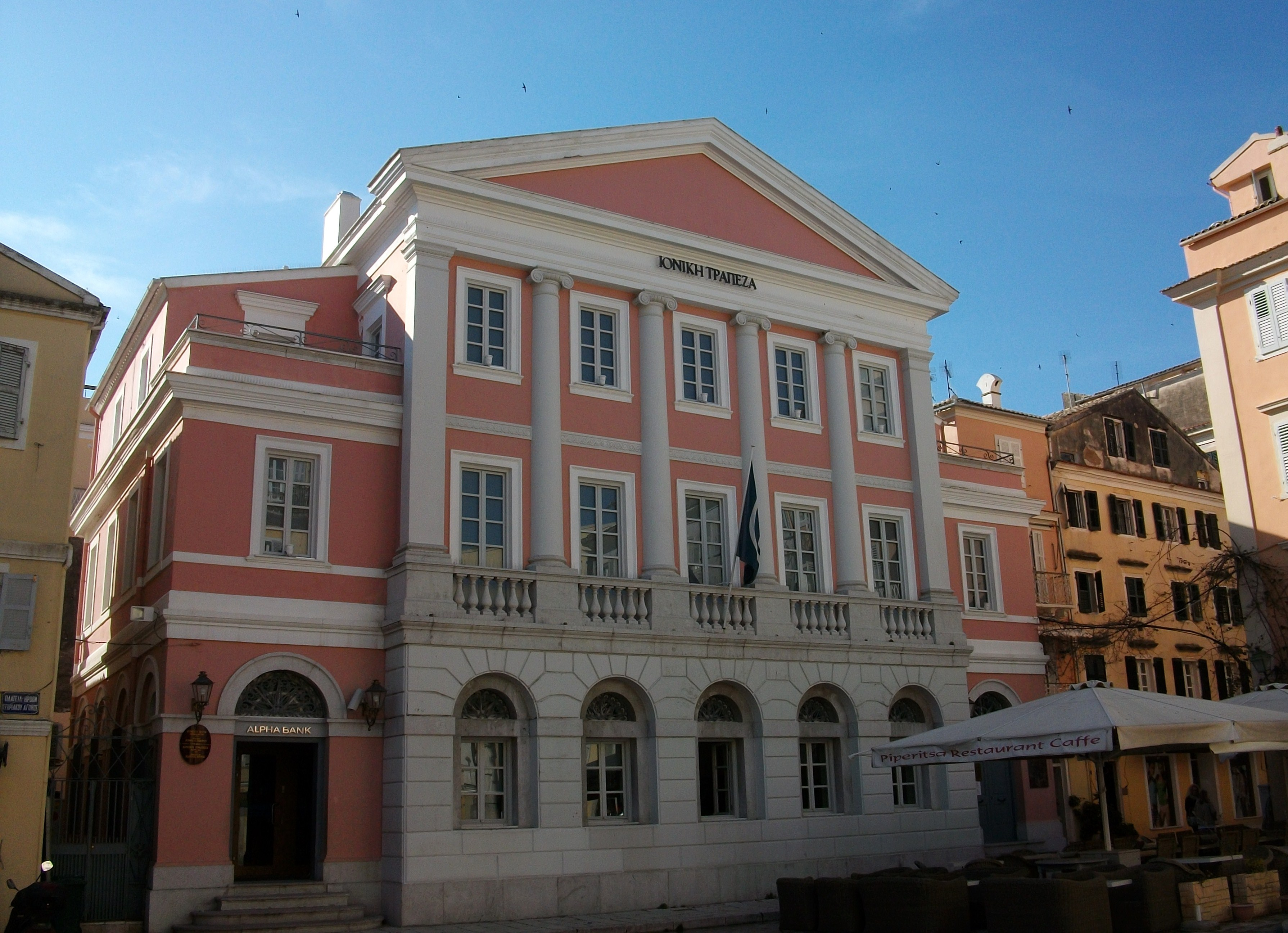
Музей банкнот Керкіри

Музей банкнот — музей, розташований у місті Керкіра, Греція. Демонструє майже повну колекцію грецької валюти з 1822 року дотепер, близько 2000 предметів, у тому числі перші казначейські облігації, випущені грецькою державою в 1822 р., нариси етюдів та друкарські таблички грецьких банкнот. Музей був заснований в 1981 році Іонічним банком, і він розташований у колишній будівлі Іонічного банку, спроєктованій місцевим архітектором Іоаннісом Хронісом в 1839 році. Вперше така колекція банкнот, що належить грецькому банку, стала доступною широкій громадськості регулярно за графіком. Музейна колекція вважається однією з найповніших таких колекцій у світі, вона відображена в хронологічному порядку. В приміщенні Музею банкнот показано кілька етапів процесу виготовлення банкнот, в той час як особливий інтерес представляє частина виготовлення водяного знака, який розміщений на банкноті. Відвідувачі музею у невеликій майстерні мають можливість власноруч взяти участь у процесі створення купюри — від гравірування моделі на металевих пластинах до її друку. Одна з найрідкісніших банкнот на експонаті — це банкнота, яка зображує візантійську церкву Святої Софії в Константинополі. Розроблена в 1920 році, банкнота зображує святу Софію без османських мінаретів. Ця банкнота відображає «Мегалійську ідею» (мрія про завоювання колишньої території Греції в Малій Азії) і ніколи не була в обігу. Одним з найрідкісніших експонатів музею є «колоната» 1860 року.
Докладніше: Музей банкнот Керкіри

### Візантійський музей Антивуніотиса

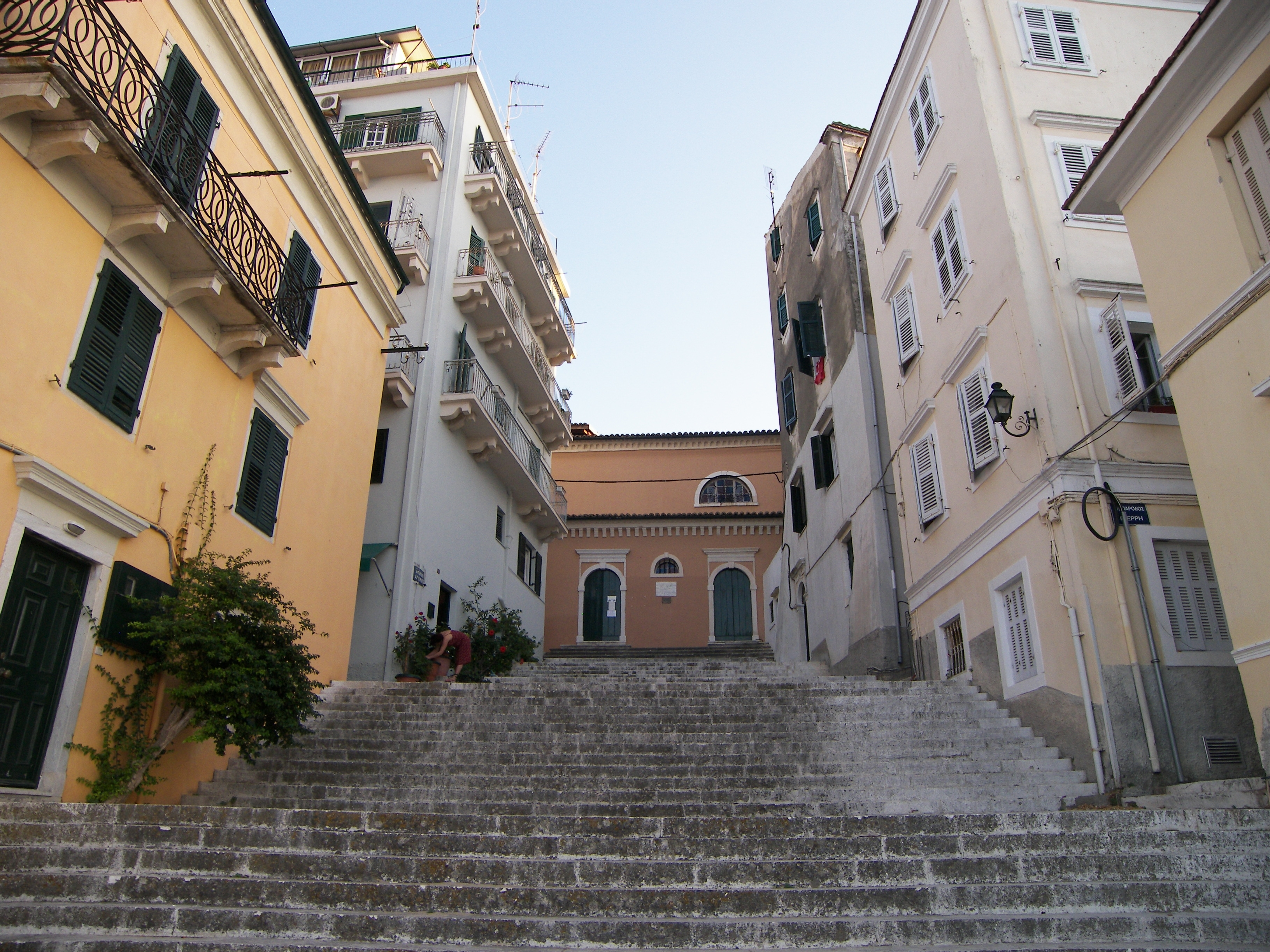
Церква- музей розташована на верхній частині сходів

Візантійський музей Антивуніотиса — музей розташований в храмі Богоматері Антивуніотиса (Holy Virgin «Our Lady of Antivouniotissa» (Kyra Antivouniotissa)). Храм є однією з найстаріших і найбагатших церковних пам'яток на острові та ймовірно, був побудований наприкінці 15 століття. Комплекс будівель, присвячений Пресвятій Богородиці — Богоматері Антовуніотисі. 1979 року родини власників церкви (Милінопулоса, Різікарі та Скарпи (за деякими даними також родина Аламаноса)) вирішили подарувати грецькій державі церкву за умови, що вона протягом 5-ти років буде відремонтрована та стане використовуватись як Музей християнського мистецтва, а також щороку 6 грудня в день свята Богородиці, якій вона була присвячена, продовжуватиметься служіння Божественної Літургії. Церковний комплекс є простим у зовнішньому оздобленні, проте досить масивним та створює вражаючу і гармонійну композицію, повністю включену в техногенне середовище історичного центру міста Керкіри. Він складається з будівлі, що містить головну церкву з трьома притворам, зовнішній двір із дзвіницею та двоповерхову будівлю, яка завершує комплекс на сході. Важливим в стилі внутрішнього оздоблення церкви є її стеля, позолочена різьбленою по дереву «уранією» (ouranόs = «небо» грецькою мовою). У Музеї є близько дев'яноста ікон, які датуються періодом з другої половини XV століття до XIX століття і свідчать про роль, яку острів Керкіра (Корфу) відігравав у розвитку грецької церковної іконографії, особливо після 1664 р., коли чимало біженців-критських живописців приїхали на Корфу або щоб оселитися, або на шляху до Венеції. Музей також експонує свої колекції за межами Корфу
Докладніше: Візантійський музей Антивуніотиса

### Музей азійського мистецтва

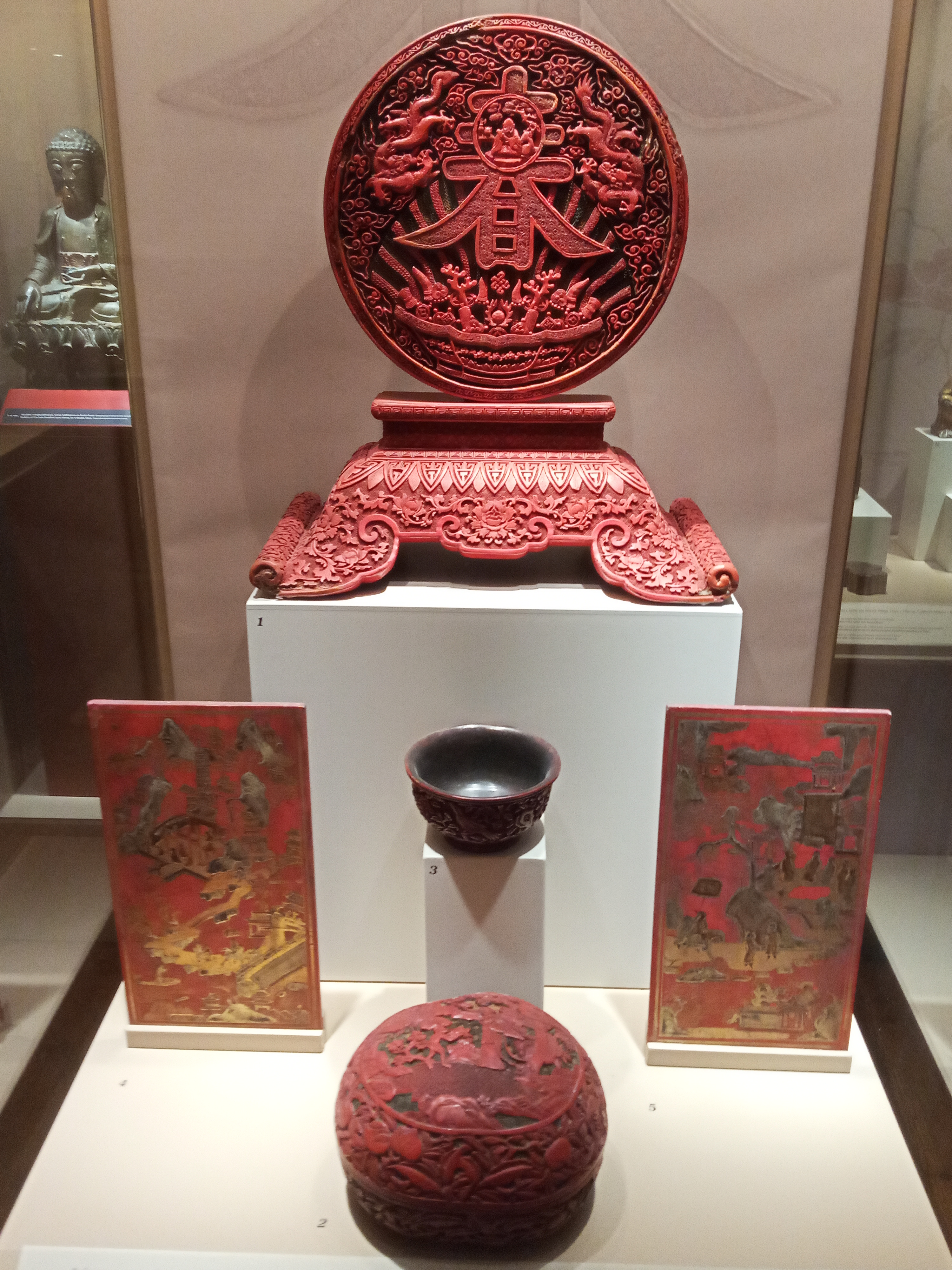
Частина експозиції Музею азійського мистецтва

Музей азійського мистецтва  — це єдиний в Греції музей, розташований у палаці Св. Михайла та Святого Георгія в місті Керкіра, присвячений мистецтву Азії, він має колекції китайського мистецтва, японського мистецтва, індійського мистецтва та інших. Музей азійського мистецтва Керкіри, був заснований у 1927 році як Музей китайсько-японського мистецтва, після пожертвування греко-японської колекції Григорія Ману (10 500 експонатів) грецькій державі. Наприкінці 19 — початку 20 століття він придбав на аукціонах мистецтв у Відні та головним чином у Парижі приблизно 9 500 китайських, корейських та японських артефактів. Він склав колекцію, яку він записав і каталогізував. Загалом в музеї представлені більш ніж 15 000 предметів з китайської, корейської, індійської та японської культури, включаючи картини, скульптури, порцеляну, тощо. Головний вхід до палацу веде на перший поверх, де доступні три виставкові зали музею, кінопроєкційна кімната та зал засідань Іонічного сенату з оригінальним оздобленням. На першому поверсі розташовані тронний зал, зал симпозіуму та зал кругової приймальні (Ротонда). У той же час на двох крилах першого поверху розташовані постійні експозиції. У східному або так званому китайському крилі Григорія Ману експонується частина китайської колекції, а у західному крилі, відомому як крило Ніколаоса Гаджівасіліу, експонати з Індії, Гадари (стародавній Пакистан), Камбоджі, Тибету та Японії.
Докладніше: Музей азійського мистецтва

### Сербський музей
Сербський музей (грец. Σερβικό Μουσείο Κέρκυρας) — музей в місті Керкіра, в якому збережено експонати, пов'язані з сербськими солдатами під час Першої світової війни. У цій же будівлі розміщується і консульство Сербії. Залишки сербської армії близько 150 000 солдатів разом із їхнім урядом у вигнанні знайшли притулок на Корфу після краху Сербського фронту внаслідок нападу Австро-Угорщини 6 жовтня 1915 року. До експонатів належать фотографії з три роки (до 1918 року) перебування сербів на острові разом з іншими експонатами, такими як уніформа, зброя та боєприпаси сербської армії, сербські полкові прапори, релігійні артефакти, хірургічний інструмент та медалі Королівства Сербії.
Докладніше: Сербський музей

### Етнографічний музей Арахаві

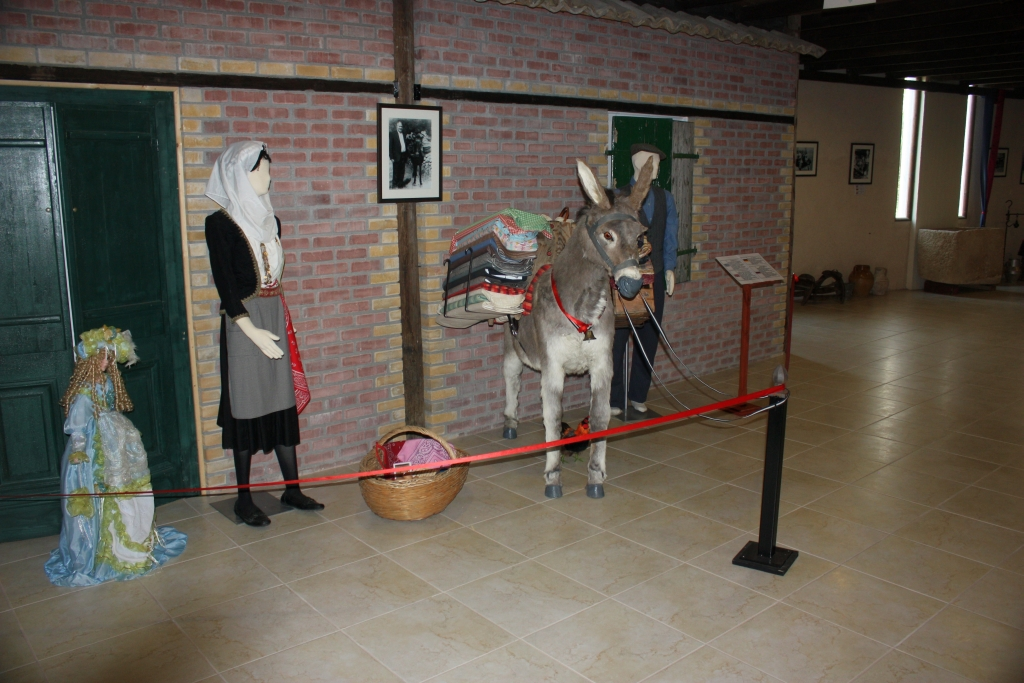
Етнографічний музей Арахаві

Етнографічний музей Арахаві — музей культури і побуту жителів Корфу, розташований в селі Арахаві на півночі острова. Музей був відкритий в жовтні 2008 року в приватному будинку, площею понад 1000 квадратних метрів з експозицією в двох залах площею 750 метрів квадратних. У колекції музею є фотоматеріали, колекція книг, і документів, датованих 1862 роком і нумізматична колекція часів Іонічної республіки (1799-1864). У експозиції музею представлені історичні предмети, що відображають побут місцевих жителів: національні костюми, одяг, дитячі іграшки, старовинні меблі ручної роботи, карета, плуг і знаряддя праці селян, різні преси у тому числі для віджиму оливкової олії, майстерня тесляра і шевця, дистилятори для виробництва вина, водяний млин, ткацький верстат, кухня, спальня, молитовня і т. д. (Координати: 39°47′20″ пн. ш. 19°48′33″ сх. д. / 39.78889° пн. ш. 19.80917° сх. д.)

### Етнографічний музей центральної Керкіри

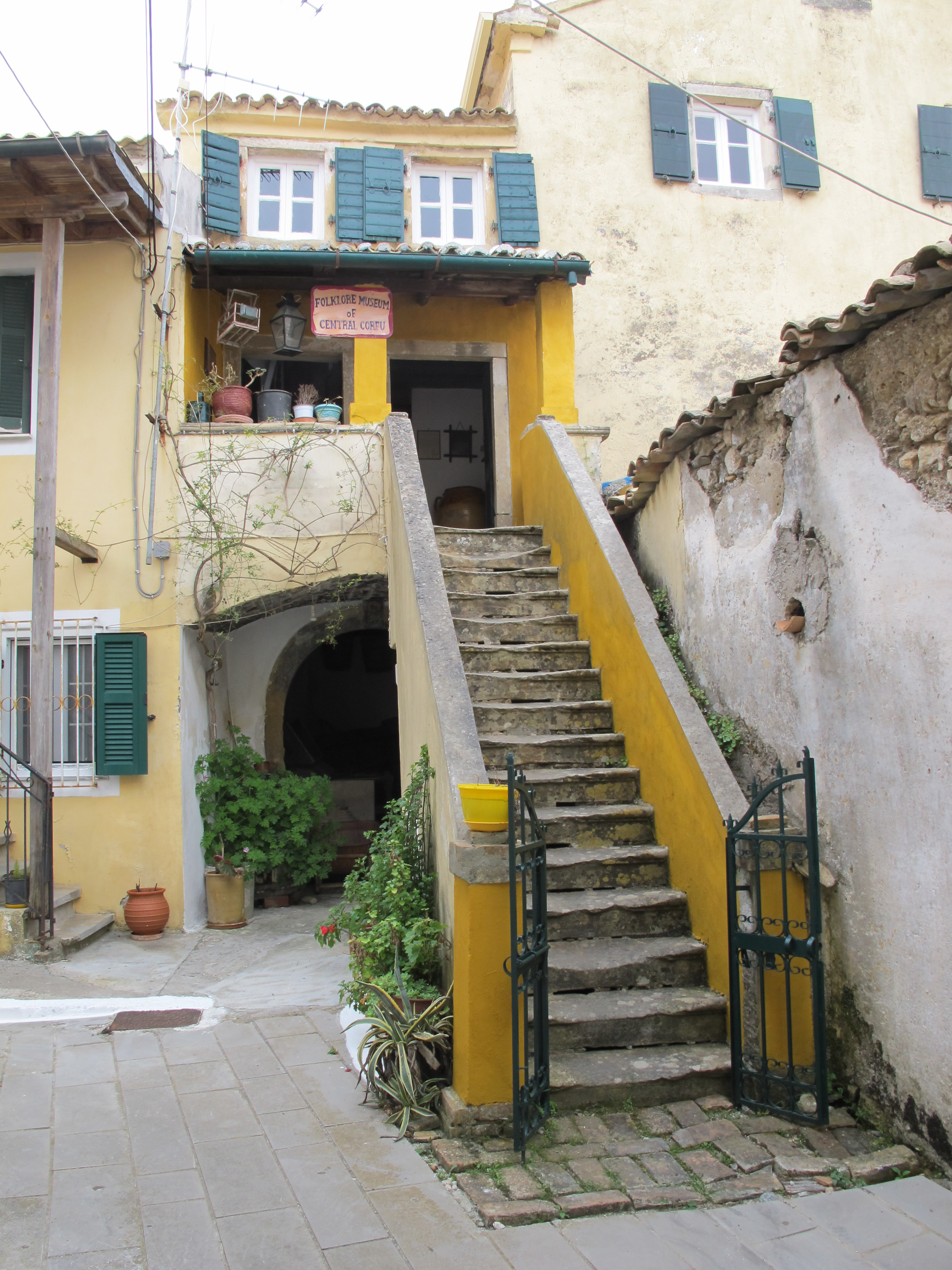
Етнографічний музей центральної Керкіри

Етнографічний музей центральної Керкіри — музей культури і побуту жителів Корфу, створений у 1982 році в селі Сінарада. з 1989 року музей розташовується у старому двоповерховому будинку, перший поверх якого є типовим для сільських осель періоду з 1860 по 1960 роки.
Там розташовані кухня, їдальня, хол і спальня, кожна з яких містить свої відповідні меблі та посуд. На другому поверсі розташовується бібліотека, архів старих документів, деякі вироби з гончарства, традиційні костюми, музичні інструменти, ткацький верстат, сільськогосподарські інструменти, ляльковий театр, риболовне обладнання, церковна утварь тощо. (Координати: 39°33′56″ пн. ш. 19°50′58″ сх. д. / 39.56556° пн. ш. 19.84944° сх. д.)
(Додатково: Етнографічний музей центральної Керкіри у Вікісховищі)

### Музей Кападострія
Музей Кападострія (грецька мова: Μουσείο Καποδίστρια) — музей, присвячений пам'яті та життєвій діяльності Іоаніса Каподістрія. Розташований у районі Кукуріца Європулі. Музей був створений у 1981 р. в літньому будинку Іоанніса Каподістріаса в сільській місцевості Кукуріца, в його батьківщині Керкірі, та демонструє експонати, що відзначають його життя та досягнення. Приміщення для музею пожертвувала пані Марія Десілья-Каподістрія, колишній мер Корфу (1956—1959) та перша жінка мер в Греції. Музей також функціонує як центр каподістських та корфіотських досліджень. Відповідно до статуту, музей повинен розміщувати та виставляти особисті речі та портрети Іоанніса Каподістрія, а також меблі періоду, що належать родині. Після смерті донора три товариства створили товариство під назвою «Музей Каподістрія-центр каподістських досліджень».
Музей Каподістріас експонує: заміський будинок родини Каподістріас; особисті предмети Іоанніса Каподістріа, разом із книгами, картами тощо; почесні подарунки, передані губернатору, такі як медалі, релігійні ікони та предмети його часу в дворі царя Олександра I; твори мистецтва, меблі та предмети побуту губернатора та його родини; багатий цифровий архів, який збирає докази, що стосуються життя та діяльності Каподістрія, здійснюючи доступ до історичних документів з усієї Європи.
Докладніше: Музей Кападострія

### Музей філармонії

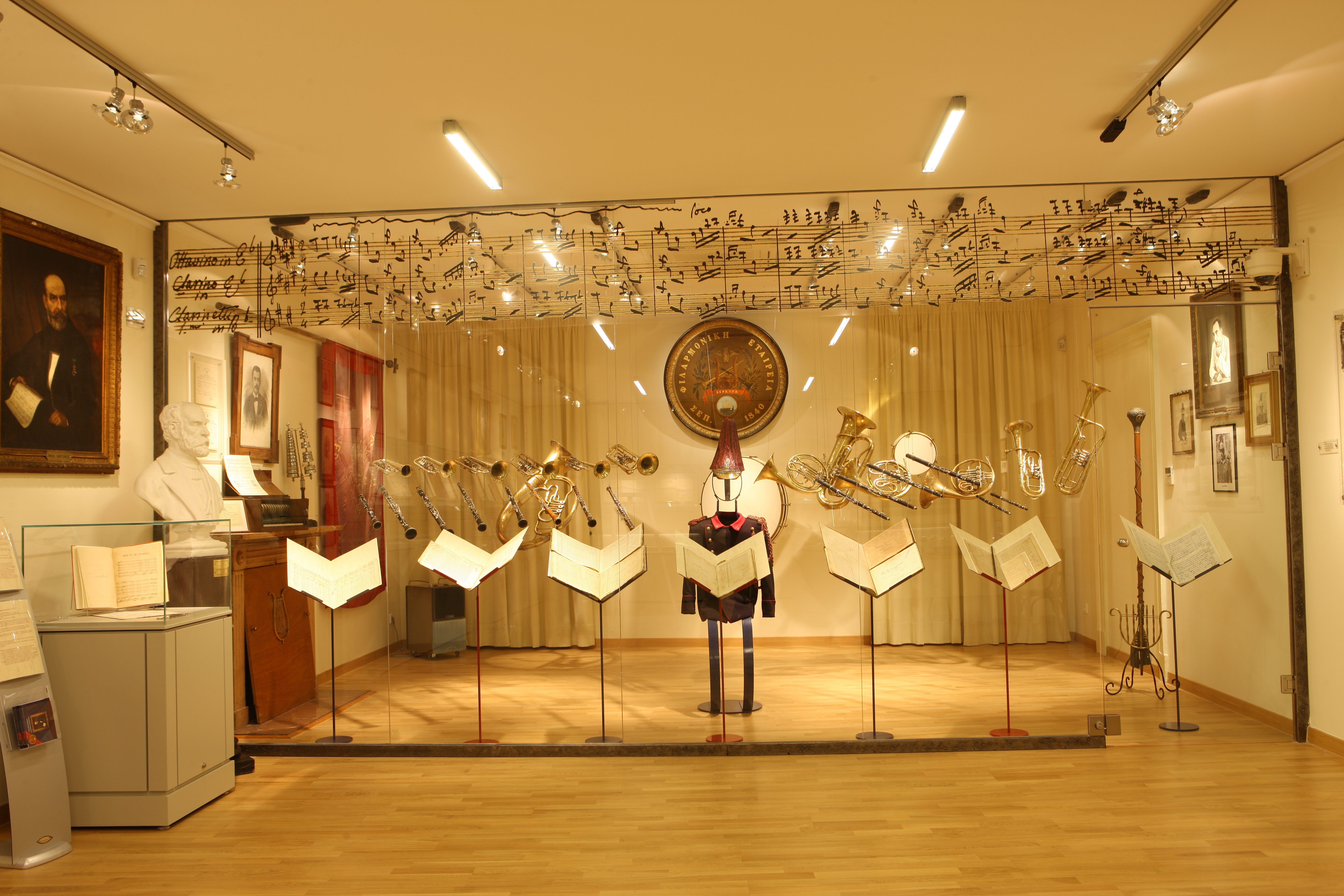
Музей філармонії

Музей філармонії — музей, розташований у місті Керкіра, присвячений розвитку філармонічного руху (товариство) на острові. Музей займає перший поверх будівлі товариства (Nikiforou Theotoki 10), та відкрився для публіки 18 вересня 2010 року. Музей намагається коротко представити історію філармонії після майже двох століть невпинної діяльності (яка збігається з деякими найдраматичнішими періодами новітньої історії). Також, музей вшановує Ніколаоса Мандзароса (1795–1872), першого художнього керівника філармонії (1841–1872), композитора — серед іншого — грецького національного гімну, відомого вчителя музики, а також натхненника цілого покоління композиторів, що формували музику Іонічних островів, і не тільки, протягом 19 століття. В музеї демонструються партитури Спірідона Ксіндаса, Павлоса Каррера, братів Лібералі, Спірідона Самараса, Доменікаса Падованіса, Діонісіоса Родотеатаса, Олександра Грека, Наполеона Ламбелета, Андреаса Сейлера, а також жінок композиторів з Іонічних островів.
Музей також організовує щорічні музикознавчі лекції та започаткував серію музикознавчих публікацій.
Докладніше: Музей філармонії

### Музей живої історії Casa Parlante
Музей живої історії Casa Parlante — музей, розташований у місті Керкіра, розташований в історичному особняку та відображає побут знаті у 19 столітті. Музей відкрився в березні 2014 року. Його назва відображає сильний італійський культурний та архітектурний вплив на острові Керкіра. В музеї є рухомі манекени, які відображають повсякденне життя знатної родини (графа, графині, їхніх дітей та всієї родини) та слуг, що проживали на Корфу протягом 19 століття. Там граф читає газету, графиня приймає гостей на чай, діти грають музику, кухар готує на кухні та інші сцени щоденного життя 19 століття. Експозиція включає інтер'єри, у тому числі меблі тієї епохи та супроводжується відповідними запахами та звуками.
Докладніше: Музей живої історії Casa Parlante

## Транспорт
Через острів ідуть дві автомагістралі GR-24 (Керікіра — Піліокастриця) на північному заході та GR-25 (Керкіра Лефкімі) на півдні.

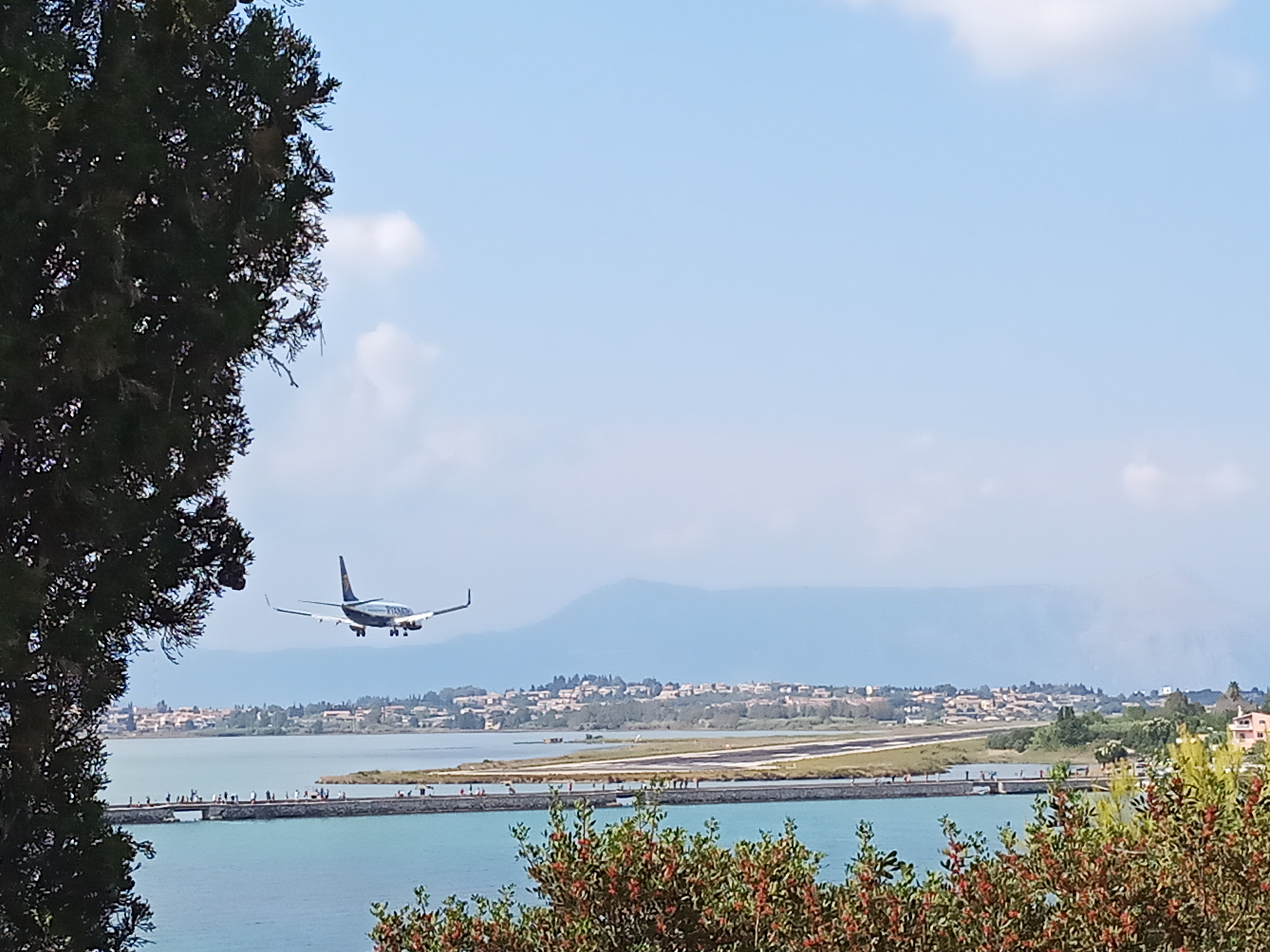
Злітна смуга аеропорту Керкіри

Острів зв'язаний з материком як поромами так і авіатранспортом. Окрім того традиційні пороми ідуть до сусідніх островів Паксоса, Матракі, Ерікуса, Отоні. Є також швидкісні пороми під назвою «Літаючі дельфіни» до Ігумениці та Саранди в сусідній Албанії. Пороми до материка ідуть з міста Керкіри та невеликого порту Лефкіммі, розташованому на південному краю острова на мисі Кавос.
Міжнародний аеропорт Іоанніса Каподістріаса, названий на честь Іоанніса Каподістріаса, розташований приблизно в трьох кілометрах на південь від міста Керкіра, всього за півкілометра на північ від Понтіконісі. Злітно-посадкова смуга, яка використовується для посадки, лежить в декількох сотнях метрів від острова Понтіконісі. Аеропорт пропонує внутрішні рейси з Керкіри до Лефкади, Ітаки, Кефалонії, Яніни, Патри та Бріндізі в Італії.
Автобуси до основних місць острова курсують близько шести разів на день між містом та Гліфадою, Сидарі, Палеокастрицею, Родою та Ачараві, Лефкіммі, Лефкіммі та Пірі. Інші автобуси їздять до Афін та Салоніків до двох разів на день. Міські автобуси курсують через місто до аеропорту, Ахілліона, Гувії, Афри, Пелекаса та деяких інших визначних місць.
З порту Кекіри та селища Агіос Стефанос регулярними човнами можна дістатися до островів Діапонтія (Матракі, Ерікуса, Отоні).

## Персоналії
- Агафокл — сиракузький тиран (завоював Керкіру в 299 до н. е.).
- Керкіра — ранньохристиянська мучениця (жила і загинула на Керкірі).
- Емануїл з Корфу — львівський майстер мистецьких тканин XVII століття (виходець із Керкіри).
- Василь Григорович-Барський — український письменник (відвідав Керкіру в своїх нескінченних мандрах).
- Іоанн Каподистрія — перший президент Греції (народився).
- Діонісіос Соломос — один з фундаторів новогрецької поезії, автор слів національного гімну Греції (помер).
- Андреас Калвос — грецький поет (народився).
- Ніколаос Мандзарос — перший помітний новогрецький композитор, автор музики Національного гімну Греції (народився і помер).
- Спірідон Ксіндас — грецький композитор і гітарист (народився).
- Спірідон Самарас — грецький композитор, автор музики гімну Олімпійських ігор (народився).
- Павлос Каррер — грецький композитор (навчався).
- Афінагор I — патріарх Константинопольський (був єпископом на Керкірі).
- Наполеон Ламбелет — грецький композитор (народився).
- Георгіос Ламбелет — грецький композитор, диригент, фольклорист, музикознавець (народився).
- Джеральд Даррелл — англійський письменник і натураліст (мешкав у дитинстві й оспівав Керкіру в автобіографічній книзі «Моя сім'я та інші звірі»)
- Сакіс Рувас — грецький співак, у минулому професійний спортсмен, член Національної збірної Греції зі стрибків з жердиною (народився).
- Константінос Теотокіс — грецький письменник і перекладач.

## Острів Керкіра в культурі

### Міфи
- на Корфу Геракл, перед тим, як почати свої 10 подвигів, спав з наядою Мелітою, яка народила йому сина Гілла, ватажка Гераклідів;
- на Корфу агронавти переховувались від колхидського флоту після викрадення золотого руна;
- у Одіссеї Гомера, Керкіра — це острів феаків (фаяки), де Одіссей зустрічає Навсікаю, дочку царя Алкіноя. Бухта Палеокастриця вважається місцем, куди прибув Одіссей. Щороку в цій бухті влаштовується фестиваль, присвячений прибуттю Одіссея на острів. (Докладніше: Варкарола Палеокастриця (фестиваль))

### В літературі
- на острові відбувається дія автобіографічної трилогії англійського письменника-натураліста Джеральда Даррелла «Моя родина та інші звірі», «Птахи, звірі і родичі», «Сад богів» і заснованого на ній однойменного телесеріалу (BBC, 1987). У цих творах докладно описується природа острова, його флора і фауна, а також побут місцевих жителів. Будинок, де жила сім'я Даррелл, знаходиться в Перамі.[96]
- події роману англійської письменниці Мері Стюарт «Це дивне диво» (This Rough Magic, 1964).